# Hong Kong
Hong Kong (en chino, 香港, en cantonés: Hoeng1 gong2ⓘ), oficialmente Región Administrativa Especial de Hong Kong de la República Popular China, es una de las dos regiones administrativas especiales que existen en la República Popular China, junto con Macao. Ubicado en Asia Oriental, el territorio está rodeado por el mar de la China Meridional en el sur y por China continental en el norte, y limita al oeste con Macao, en la orilla opuesta del delta del río de las Perlas. Posee una superficie total de 1104.4 km² divididos entre la isla de Hong Kong, Kowloon y los Nuevos Territorios.
La historia de Hong Kong comprende varios períodos y se remonta a los primeros asentamientos de semicosteros durante el Neolítico. Entre el año 214 a. C. y 1842, perteneció al Imperio chino durante el cual estuvo bajo la jurisdicción de distintas comanderías y condados, hasta su establecimiento como colonia británica como consecuencia de la primera guerra del opio que derivó en la firma del Tratado de Nankín. El protectorado estuvo vigente por más de un siglo y medio, época en la que la región experimentó una significativa transformación motivada primordialmente por el impulso a su infraestructura, el crecimiento poblacional y la inversión extranjera e industrial. Cabe señalarse que en la Segunda Guerra Mundial, los japoneses ocuparon el territorio hasta 1945, cuando el Imperio británico volvió a retomar el control. No obstante, a mediados de 1997 se hizo efectiva la transferencia definitiva de su soberanía a China, aunque debido al principio de «un país, dos sistemas», Hong Kong tiene un nivel de autonomía superior a otras regiones del país.
A diferencia de China, el sistema político de Hong Kong incorpora la separación de poderes y está encabezado por el jefe ejecutivo que resulta elegido por el Comité Electoral y posteriormente es designado por el Consejo de Estado de la República Popular China. Su economía se caracteriza por ser de libre mercado y enfocada al sector servicios, además de contar con una de las bolsas de valores más grandes del mundo en términos de capitalización de mercado. Asimismo, Hong Kong alberga varias construcciones y obras de ingeniería notables como el puente colgante de Tsing Ma, el Aeropuerto Internacional de Hong Kong o el puente Hong Kong-Zhuhai-Macao. Por otro lado, la cultura de Hong Kong constituye mayormente un híbrido entre las influencias occidentales de su pasado histórico, y sus principios y elementos chinos tradicionales, entre los que se incluyen la filosofía del feng shui, que posee importancia en aspectos como el diseño estructural y la planificación territorial de la región.

## Etimología
El término «He-Ong-Kong» se pronunció por primera vez en 1780 en alusión a un reducido grao ubicado entre la isla de Aberdeen y la costa sur de la isla de Hong Kong, cuya área solía servir de punto de contacto entre los marineros británicos y los pescadores locales. Si bien se desconoce la procedencia del nombre romanizado, se asume que es una representación fonética de la pronunciación cantonesa hēung góng, cuyo significado en español es «puerto fragante» o «puerto de incienso». La palabra «fragante» podría referirse al sabor dulce de la afluencia de agua del puerto proveniente del río de las Perlas, o al olor de las fábricas de incienso que bordean la costa del norte de Kowloon. Antes del establecimiento de Victoria Harbour, el incienso se almacenaba cerca del puerto de Aberdeen para su eventual exportación. Otra teoría sobre la etimología de Hong Kong provino de John Francis Davis, el segundo gobernador colonial del territorio, y especula que el nombre deriva de «Hoong-keang» —«torrente rojo»—, en referencia al reflejo del color del suelo sobre el cual fluía una cascada en la isla.
El nombre simplificado de Hong Kong se utilizó constantemente a partir de 1810, aunque también se escribía como una sola palabra. Esta última costumbre quedó arraigada en la sociedad por más de un siglo, hasta 1926 cuando el gobierno adoptó oficialmente el término compuesto por dos palabras. No obstante, algunas organizaciones fundadas durante los primeros tiempos de la época colonial todavía mantienen este nombre, como la Hongkong and Shanghai Hotels o Hongkong and Shanghai Banking Corporation.

## Historia

### Prehistoria y período imperial

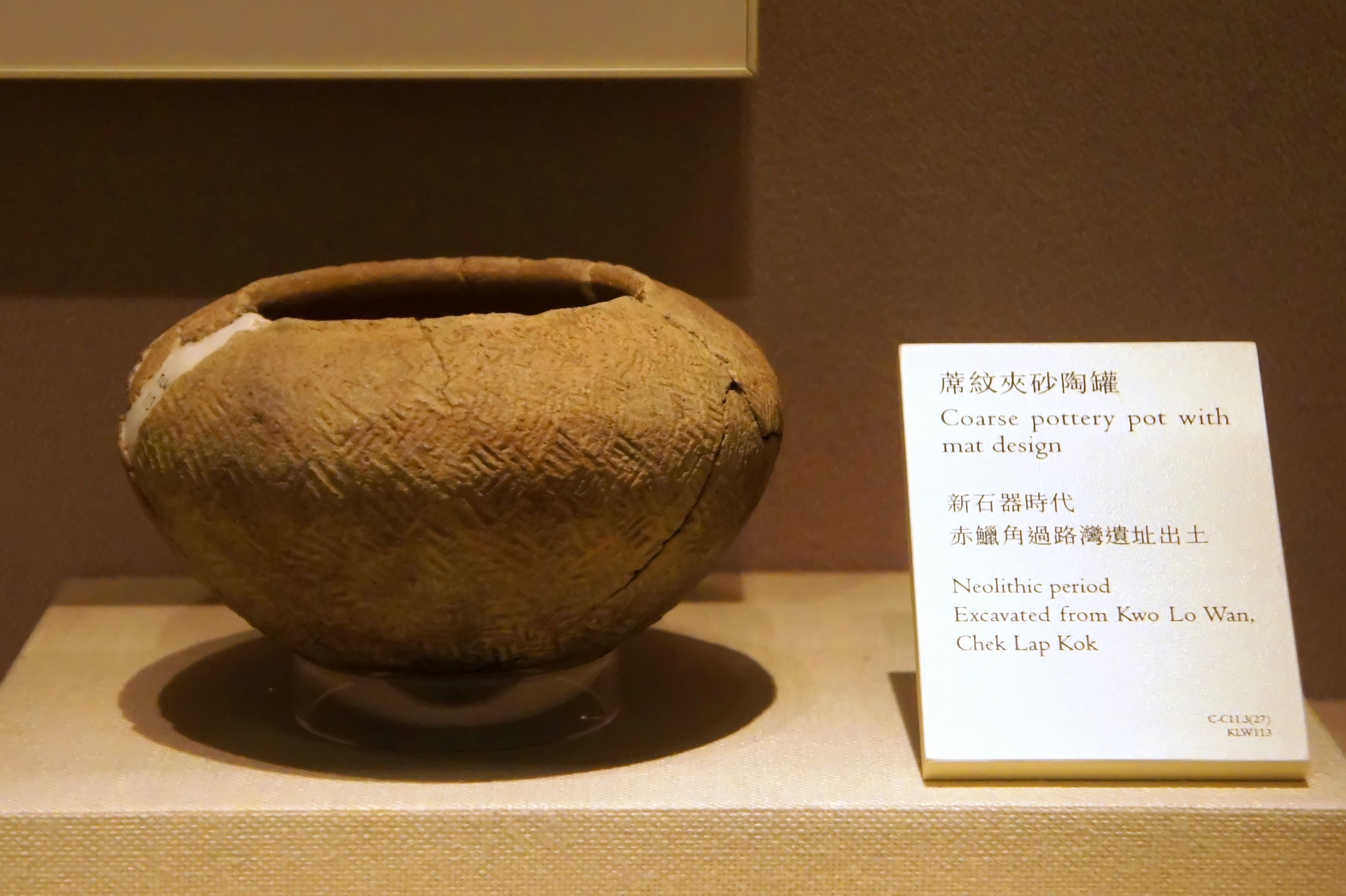
Recipiente de cerámica que data del período neolítico, descubierto en Chek Lap Kok.

Los asentamientos humanos más antiguos de Hong Kong datan del período Neolítico, hace unos 6000 años. Sus primeros habitantes eran semicosteros de las tribus Yue (en chino, 越; Sidney Lau, Yuet6) que emigraron del territorio continental e introdujeron el cultivo de arroz en la isla. Tras consolidar su dominio en China en el año 221 a. C., el emperador Qin Shi Huang de la dinastía Qin conquistó las regiones ocupadas por los Yue, por lo que Hong Kong se anexó a su territorio en el 214 a. C.
La dinastía Qin organizó sus territorios en comanderías —divisiones administrativas equivalentes a las provincias contemporáneas— como la de Nanhai (en chino, 南海郡), que conformaban Hong Kong y Cantón. La muerte de Qin Shi Huang en el 210 a. C. ocasionó una serie de revueltas e insurrecciones a lo largo de China, como la del general Zhao Tuo en el sur, donde estableció el reino de Nanyue (en chino, 南越) —predecesor de Vietnam—, que tuvo a Panyu (en chino, 番禺区) como su capital. En el 112 a. C., la dinastía Han conquistó Nanyue. Durante la dinastía Jin y la mayor parte de la Tang, Hong Kong perteneció al condado de Bao'an (en chino, 宝安区) y finalmente a la prefectura de Dongguan (en chino, 东莞市) hasta la dinastía Ming. El registro más antiguo sobre un suceso en Hong Kong se encuentra en una inscripción sobre piedra, ubicada en una península de Joss House Bay, y alude a la construcción de una pagoda de piedra en la isla Tung Lung Chau, durante el reinado del emperador Song Zhenzong —de la dinastía Song del Norte— en el año 1012. El grabado data de 1274, durante la dinastía Song del Sur encabezada por el emperador Duzong. Aproximadamente en el año 1075 se fundó el Li Ying College, la primera institución académica en Hong Kong de la que se tiene registro.

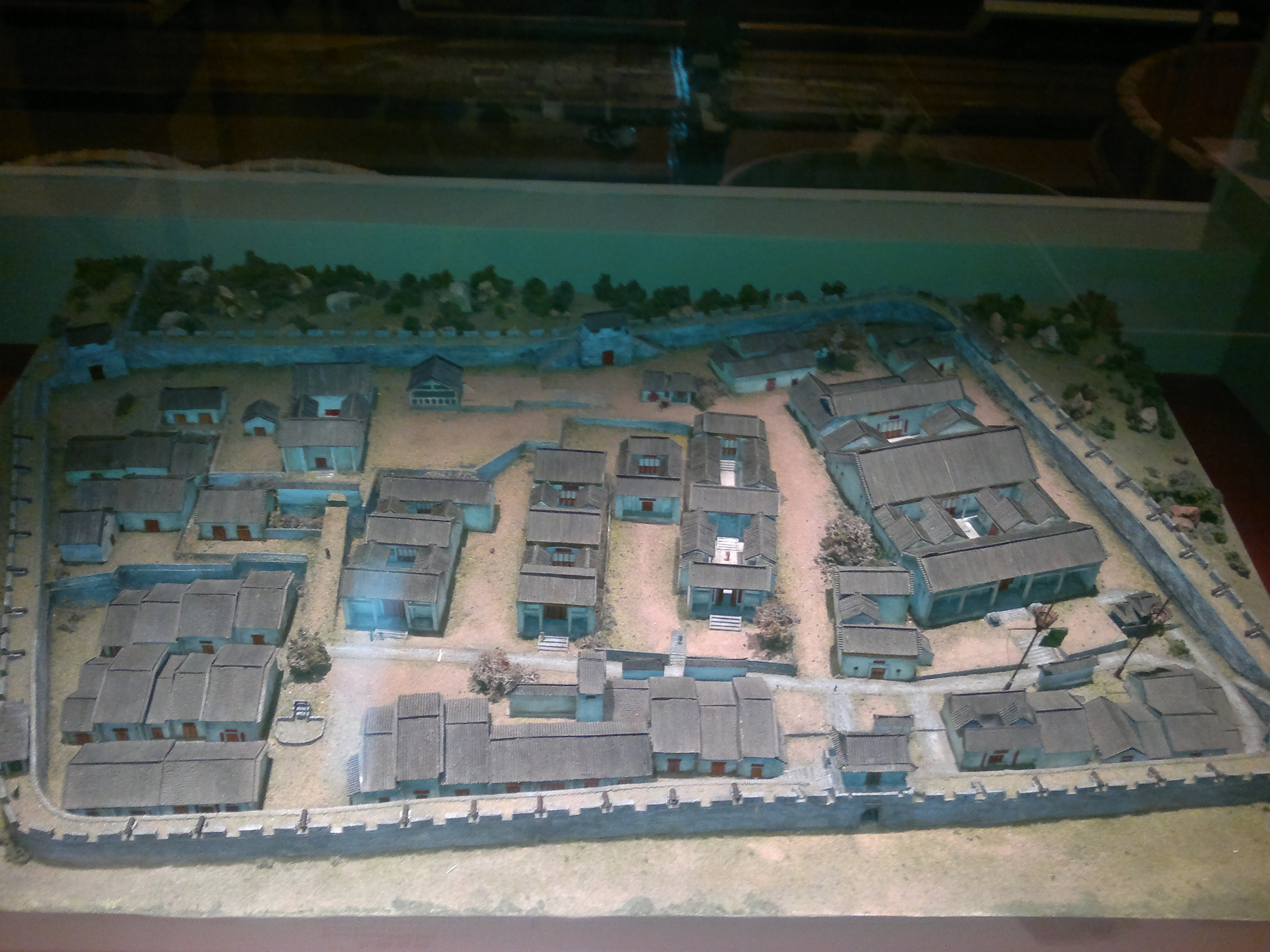
Maqueta de una de las primeras versiones de la ciudad amurallada de Kowloon.

La dinastía Song del Sur ocupó brevemente el territorio que hoy en día es Ciudad de Kowloon hasta su conquista en 1279 por los mongoles, tras la Batalla de Yamen, quienes establecieron la dinastía Yuan. El arribo de refugiados chinos llevó a un incremento significativo de la población de Hong Kong, la cual estaba regida por cinco clanes o familias: Tang (en chino, 鄧), Hau (en chino, 候), Pang (en chino, 彭), Liu (en chino, 廖) y Man (en chino, 文). Hasta el declive de los Yuan en 1368, la isla estaba ocupada primordialmente por agricultores, pescadores y piratas —entre los cuales estuvo Cheung Po Tsai—. Durante la dinastía Ming, período durante el cual Hong Kong fue gobernado por el condado Xin'an (en chino, 新安縣), arribaron a Kowloon varios emigrantes de provincias cercanas. En 1513, el explorador portugués Jorge Álvares fue el primer europeo en visitar la región. Finalmente algunos comerciantes portugueses llegaron a Hong Kong y establecieron un centro comercial al que denominaron Tamão, con el fin de realizar intercambios comerciales con la región sur de China. Si bien existió una cierta fricción entre Portugal y Hong Kong tras la expulsión de los comerciantes en la década de 1520, las relaciones entre ambos territorios quedaron restablecidas en 1549. Casi una década después, en 1557, Portugal adquirió un contrato de arrendamiento permanente para Macao.
A mediados del siglo XVI, durante la dinastía Ming, entraron en vigor las políticas aislacionistas Haijin, que restringieron el comercio marítimo y el asentamiento costero. Más tarde, el gobierno Qing ordenó la destrucción de viviendas y cultivos costeros de Hong Kong con tal de obligar a los aldeanos de estas zonas a trasladarse al territorio continental. Como resultado un aproximado de 16 000 personas cambiaron su residencia y la mayor parte de Hong Kong quedó baldío. En los siguientes años previos al período colonial, los Hakka se convirtieron en el grupo poblacional predominante en la isla.

### Época colonial (1842-1997)

#### Antecedentes
En 1624, el emperador Kangxi anuló las políticas Haijin con tal de permitir nuevamente el ingreso de extranjeros a los puertos chinos. El gobierno Qing estableció el Sistema de Cantón en 1757 para regular las operaciones comerciales más estrictamente, al limitar el acceso a Cantón a los buques extranjeros que no fuesen rusos. El té chino se convirtió en un producto altamente demandado por el Imperio británico, cuyo interés en establecer una relación comercial con China se volvió más evidente a partir de 1793, cuando envió una misión diplomática a China cuyas propuestas, no obstante, fueron rechazadas por el emperador Qianlong. A cambio, los británicos exportaban productos manufacturados y opio a China. El opio desencadenó una crisis de consumo en el país asiático que las autoridades buscaron erradicar mediante la confiscación y destrucción de la sustancia, y la supresión del comercio de opio en 1839. Lo anterior llevó a una respuesta militar británica que se tradujo en la primera guerra del opio, un conflicto que finalizó en 1842 con la derrota de los Qing y la cesión de la isla de Hong Kong al dominio británico. El 29 de agosto de ese año se firmó el Tratado de Nankín mediante el cual Hong Kong quedó constituido como una colonia británica.

#### Cesión de Kowloon y la isla Stonecutters

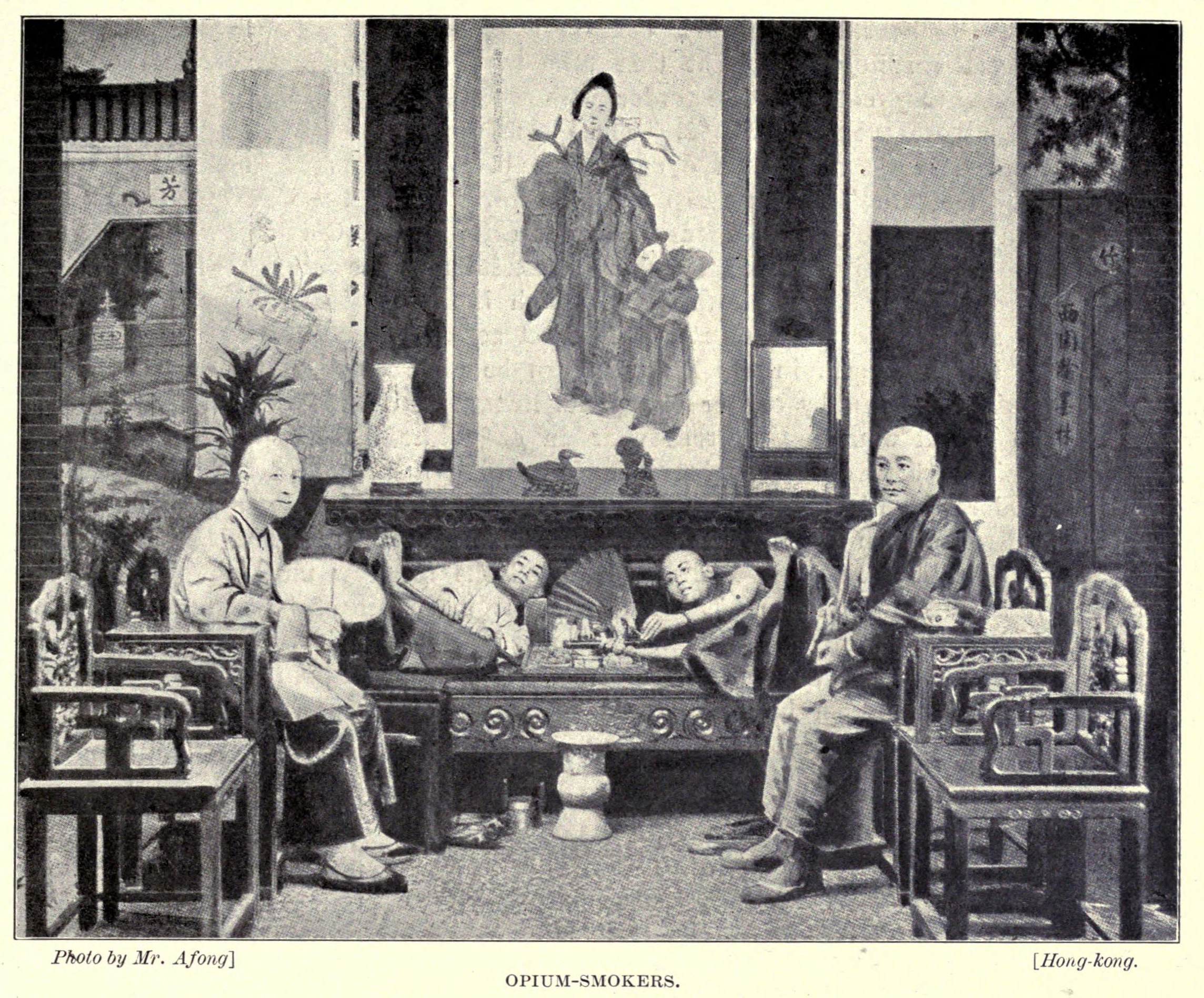
Fumadores de opio en Hong Kong fotografiados por Lai Afong.

La nueva situación política de Hong Kong trajo numerosos beneficios para la infraestructura pública de la isla, con la introducción de las primeras compañías de gas y electricidad en 1862 y 1890, respectivamente, y del funicular Peak Tram en 1885 y la línea férrea Kowloon–Canton Railway, culminada en 1910. Sin embargo, la piratería y enfermedades como la peste bubónica, sumado a la hostilidad de algunas políticas Qing hacia la isla, impidieron que el gobierno atrajera a comerciantes. Las condiciones de vida en Hong Kong mejoraron tras la rebelión Taiping, en la que varios adinerados chinos huyeron de la turbulencia del país y se asentaron en la colonia británica. Los desacuerdos y tensiones persistentes entre el Reino Unido y los Qing sobre el tráfico de opio condujeron a la segunda guerra del opio, en la que nuevamente los Qing resultaron vencidos y debieron cederles la península de Kowloon y la isla Stonecutters en la Convención de Pekín de 1860. Al final de la guerra, Hong Kong había pasado de ser un puesto avanzado transitorio a un notorio centro comercial. La rápida mejora económica durante la década de 1850 atrajo a la inversión extranjera, a medida que los potenciales interesados iban confiando cada vez más en el futuro del territorio.

#### Arrendamiento de los Nuevos Territorios
Con el fin de la primera guerra sino-japonesa en 1895, ciertos países como Alemania, Francia y Rusia —que intervinieron para apoyar a China— demandaron la cesión de su territorio, lo cual motivó a los británicos a buscar el control de la región circundante a Hong Kong. Como resultado, en 1898 Gran Bretaña firmó un contrato de arrendamiento por noventa y nueve años de los Nuevos Territorios. Si bien una cláusula permitió que inicialmente los chinos tuvieran acceso al muelle de Kowloon, en diciembre de 1899 las autoridades británicas ordenaron su revocación y ocuparon la región en su totalidad. En las siguientes cinco décadas la colonia se expandió aún más al mismo tiempo que se incrementó su actividad comercial. En 1911, se estableció la Universidad de Hong Kong, el primer instituto de educación superior de la región, y en 1924 inició operaciones el Aeropuerto Internacional Kai Tak. Cabe resaltar que la colonia evitó una desaceleración económica prolongada después de las huelgas de Cantón y Hong Kong de 1925 y 1926.
Al comienzo de la segunda guerra sino-japonesa en 1937, el gobernador Geoffry Northcote declaró a Hong Kong una zona neutral para salvaguardar su condición de puerto libre. El gobierno colonial se preparó para un posible ataque, evacuando a todas las mujeres y niños británicos en 1940. El Ejército Imperial Japonés atacó Hong Kong el 7 de diciembre de 1941, en la misma mañana que atacó Pearl Harbor. Hong Kong fue ocupado por Japón durante casi cuatro años antes de que Gran Bretaña retomara el control el 30 de agosto de 1945. Durante ese período la actividad comercial de la isla cesó y se interrumpieron los suministros de alimentos así como los servicios públicos. Varios de sus habitantes se trasladaron a la colonia portuguesa de Macao en búsqueda de mejores condiciones de vida.
Tras la guerra, la población de Hong Kong se incrementó notablemente con el arribo de inmigrantes chinos que huían de la guerra civil, y de refugiados que cruzaron la frontera después de que el Partido Comunista de China tomara el control del país en 1949. Esta situación condujo al aumento de okupantes en la región. El 23 de diciembre de 1953, un vasto incendio causó la destrucción de varios edificios, por lo que el gobierno decretó un programa de viviendas públicas cuya primera etapa benefició a 600 000 habitantes y que, en años más recientes, aloja a más de 2.1 millones de personas en más de medio millón de apartamentos. Durante la década de 1950, Hong Kong se convirtió en la primera economía industrializada de los cuatro tigres asiáticos, motivada por el embargo mercantil impuesto a China por la Organización de las Naciones Unidas en 1951, como consecuencia de la guerra de Corea. Con una población en rápido crecimiento y el auge tanto de la industria manufacturera textil —que representaba casi la mitad del importe de las exportaciones en los años 1960— como del turismo, el gobierno colonial inició reformas para mejorar la infraestructura y los servicios públicos.

#### Últimas décadas de la colonia

Última bandera usada entre 1959 y 1997 por la colonia británica de Hong Kong.

En los años 1970 sobresalieron un par de iniciativas gubernamentales que continúan implementándose desde entonces. La primera tuvo que ver con un programa para la creación de asentamientos en los Nuevos Territorios a partir de 1972, cuyo desarrollo favoreció el ordenamiento territorial de Hong Kong, mientras que la otra consistió en el Decreto de Parques Nacionales en 1976, mediante el cual se autorizó la creación de parques campestres y áreas especiales, que en la actualidad abarcan aproximadamente el 40 % de la superficie de Hong Kong. Si bien la competitividad del territorio en la manufactura disminuyó gradualmente debido al aumento de los costes laborales y de propiedad, se convirtió en una economía basada en el sector servicios. Para inicios de los años 1990, Hong Kong había quedado establecido como un centro financiero mundial y de envíos.
La colonia enfrentó un futuro incierto a medida que se acercaba el final del arrendamiento británico de los Nuevos Territorios, y el gobernador Murray MacLehose planteó la cuestión del estatus de Hong Kong al líder chino Deng Xiaoping en 1979. Otra reunión con el mismo propósito se efectuó en 1982 entre la primera ministra Margaret Thatcher y autoridades del país. Las negociaciones diplomáticas con China dieron como resultado la Declaración Conjunta Sino-Británica de 1984, en la cual el Reino Unido acordó transferir la colonia en 1997 a la vez que China la habría de constituir como una región administrativa especial con la preservación de los sistemas económicos y políticos capitalistas necesarios para su desarrollo en las siguientes cinco décadas tras la transferencia. La inminente operación provocó una ola de emigración masiva de quienes temían una erosión de los derechos civiles, el estado de derecho y la calidad de vida; de hecho, solo entre 1987 y 1990 abandonaron el territorio 62 000 personas. La transferencia definitiva de Hong Kong a China ocurrió el 1 de julio de 1997, después de poco más de un siglo y medio de dominio británico.

### Años 2000-actualidad
Inmediatamente después de la transferencia, Hong Kong se vio gravemente afectada por varias crisis. A manera de solución, el gobierno utilizó importantes reservas de divisas para mantener la paridad monetaria del dólar de Hong Kong durante la crisis financiera asiática de 1997. No obstante, la recuperación económica se vio truncada debido a un brote de gripe aviar H5N1 y un superávit de vivienda, seguido por la epidemia de SARS de 2003, durante la cual el territorio experimentó la desaceleración económica más grave en su historia. En 1997 quedó formalizado el derecho de residencia aplicable también para residentes de China continental. Con esta medida se permitió el ingreso de alrededor de 68 000 niños a Hong Kong entre 1997 y 1999. De forma similar, en enero de 1998 se estableció el Comité Directivo de los Servicios a los Nuevos Inmigrantes así como el Centro de Empleo y Orientación para los Nuevos Inmigrantes. Pese a tener unas tasas muy bajas de criminalidad, se han registrado algunos acontecimientos violentos, como fue el caso del denominado «asesinato de Hello Kitty» ocurrido en el año 2000.

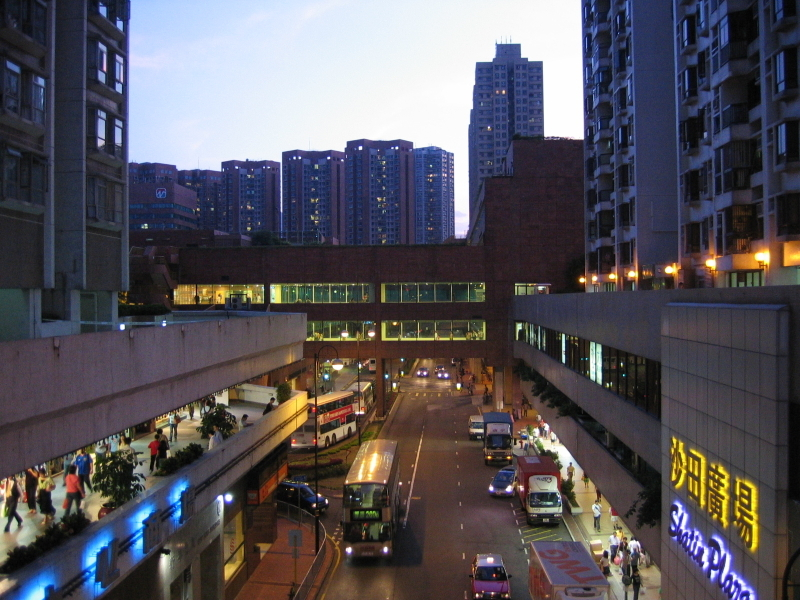
Shatin Plaza en 2005.

Los debates políticos después de la transferencia de la soberanía se han centrado en el desarrollo democrático de la región y la adhesión del gobierno central al principio de «un país, dos sistemas». Tras la reversión de las reformas democráticas del último Consejo Legislativo de la época colonial, en 1994, el gobierno local intentó sin éxito promulgar en 2003 leyes de seguridad nacional, de conformidad con el artículo 23 de la ley básica, dando origen a una movilización ciudadana que se realiza desde entonces cada 1 de julio con distintos intereses políticos y sociales. La decisión del gobierno central de implementar la preselección del candidato antes de permitir las elecciones en 2014 del Jefe Ejecutivo provocó una serie de protestas que pasaron a conocerse como la Revolución de los Paraguas. Las discrepancias en el registro electoral y la descalificación de los legisladores electos después de las elecciones del Consejo Legislativo de 2016, sumado a la aplicación de la ley nacional en la estación de tren de alta velocidad de West Kowloon y la propuesta de ley de extradición que habría de permitir enviar a juicio a presuntos delincuentes a China han suscitado preocupación sobre la autonomía real de la región. Aún más adelante, entre 2019 y 2021 se desataron protestas masivas con el objetivo de derogar una ley por la que se facilita la extradición de presos reclamados por Pekín, debido al riesgo a que pueda ser utilizada contra disidentes políticos. Por otro lado, el gobierno intenta no solo que Hong Kong sea uno de los principales centros financieros del mundo, sino que ha priorizado desde entonces otras áreas como la inversión en robótica, para competir con países como Singapur o Japón.

## Gobierno y política

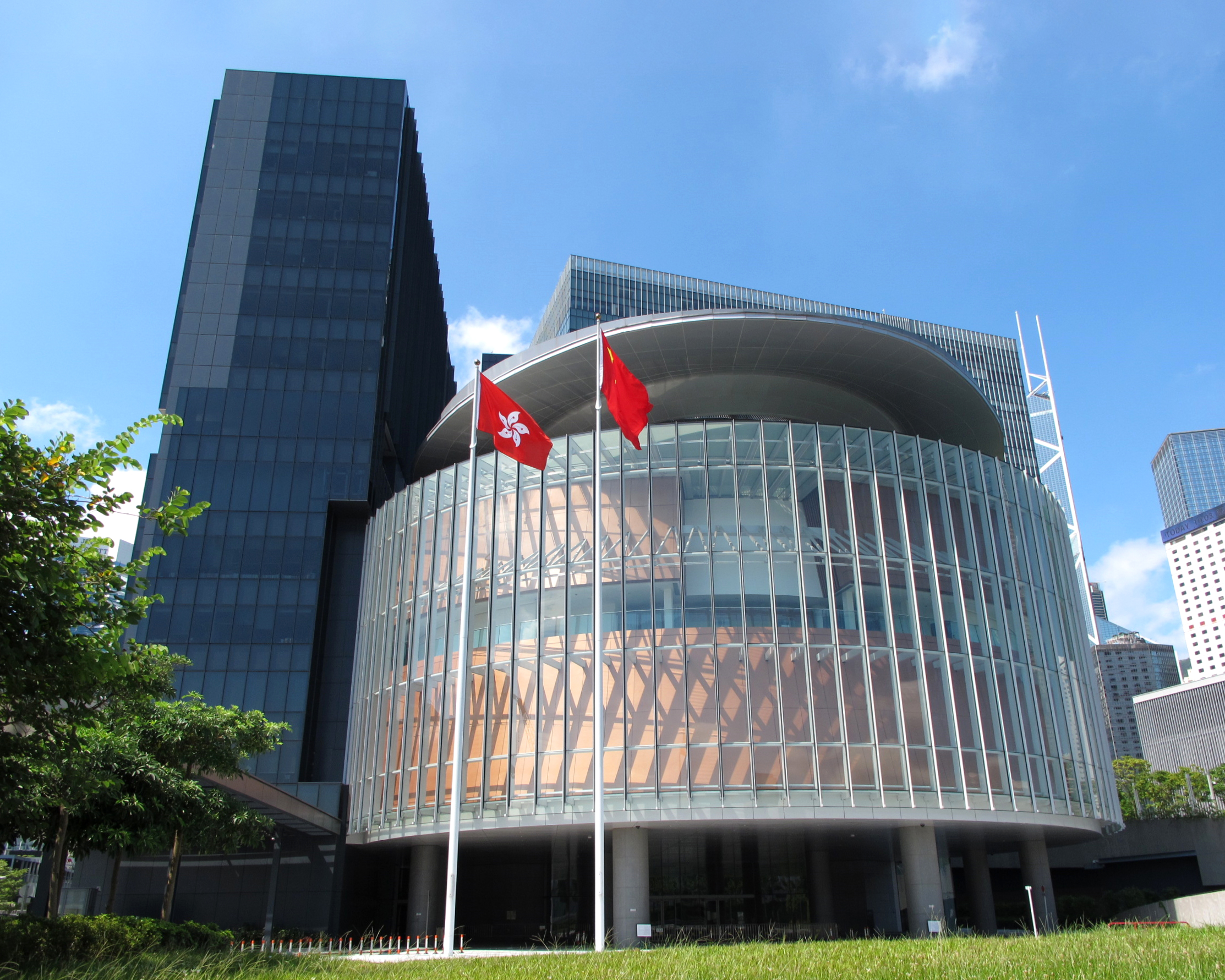
Legislative Council Complex, sede del poder legislativo desde 2011.

Hong Kong fue traspasado de Reino Unido a la República Popular China en 1997 y, gracias a la Declaración Conjunta Sino-Británica y al principio «un país, dos sistemas», su nivel de autonomía es muy superior al del resto del país. De hecho, su política migratoria es completamente distinta a la de China continental, cuyos ciudadanos no tienen el derecho de residencia sin restricciones. De ahí derivó la ley básica donde se establece que el territorio es una Región Administrativa Especial y delinea su sistema de gobierno, aunque según su Capítulo VIII, la interpretación de esta corresponde al Comité Permanente de la Asamblea Popular Nacional.
A diferencia del resto de China, en Hong Kong existe la separación de poderes, tal y como se estipula en el Capítulo IV de la ley básica, que recaen en el Consejo Ejecutivo, el Consejo Legislativo y la Judicatura. En el primer caso, la gestión queda a cargo del jefe ejecutivo, quien es elegido por el Comité Electoral y posteriormente designado por el Consejo de Estado de la República Popular China. Dentro de este, se encuentra el Servicio Civil, un cuerpo neutral que implementa políticas y provee servicios al gobierno, cuyos servidores son elegidos por meritocracia. El Consejo Legislativo cuenta con setenta miembros, la mitad elegidos por sufragio universal y la otra por determinadas personas (físicas o jurídicas) de algunos sectores estipulados, y están dirigidos por el presidente. Por otro lado, el sistema legal está completamente diferenciado del esquema existente en la China continental, ya que el de Hong Kong está fuertemente influido por el derecho inglés y se organiza de forma jerarquizada desde el Tribunal de Apelación Final a los tribunales de distrito —que incluyen al Tribunal de Familia—, pasando por el Tribunal Supremo, que se divide en el Tribunal de Apelación y en el de Primera Instancia.

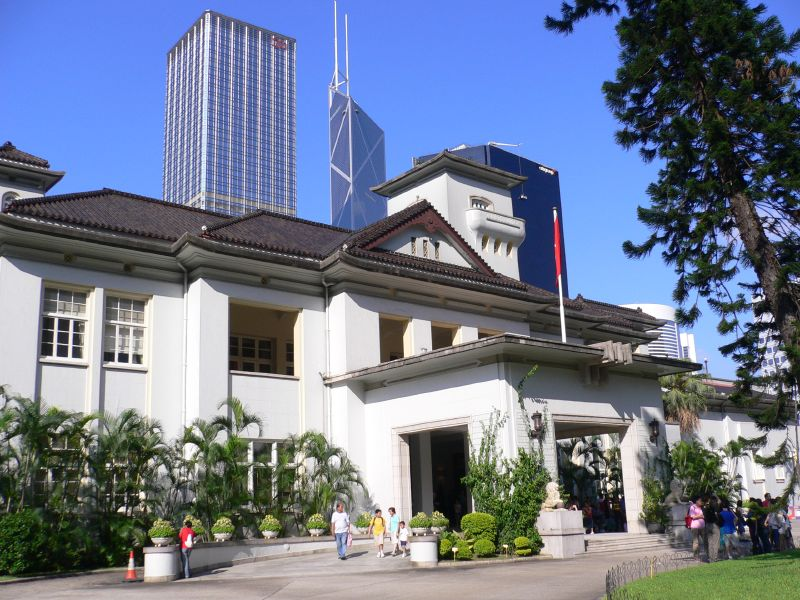
Casa del Gobierno, sede del poder ejecutivo.

La implementación de la ley básica, incluyendo cómo y cuándo debería aplicarse el sufragio universal prometido, ha sido una de los mayores cuestiones desde la transferencia de soberanía. En 2002, el gobierno propuso un proyecto de ley antisubversiva conforme al Artículo 23 de la ley básica, que demandaba la promulgación de leyes que prohibiesen actos de traición y subversión contra el gobierno chino; no obstante, la oposición fue tan feroz que finalmente fue pospuesta. No obstante, en 2020 finalmente consiguió imponerse la ley de seguridad nacional china por la que es posible la extradición de presos políticos desde el territorio, lo que ha erosionado su independencia política. El debate entre los grupos pro Pekín —que suelen tener el apoyo del poder ejecutivo—, y los pro democracia caracteriza la escena política de Hong Kong, con estos últimos a favor de aumentar el ritmo de democratización de la región y del principio de «un hombre, un voto».

### Relaciones exteriores

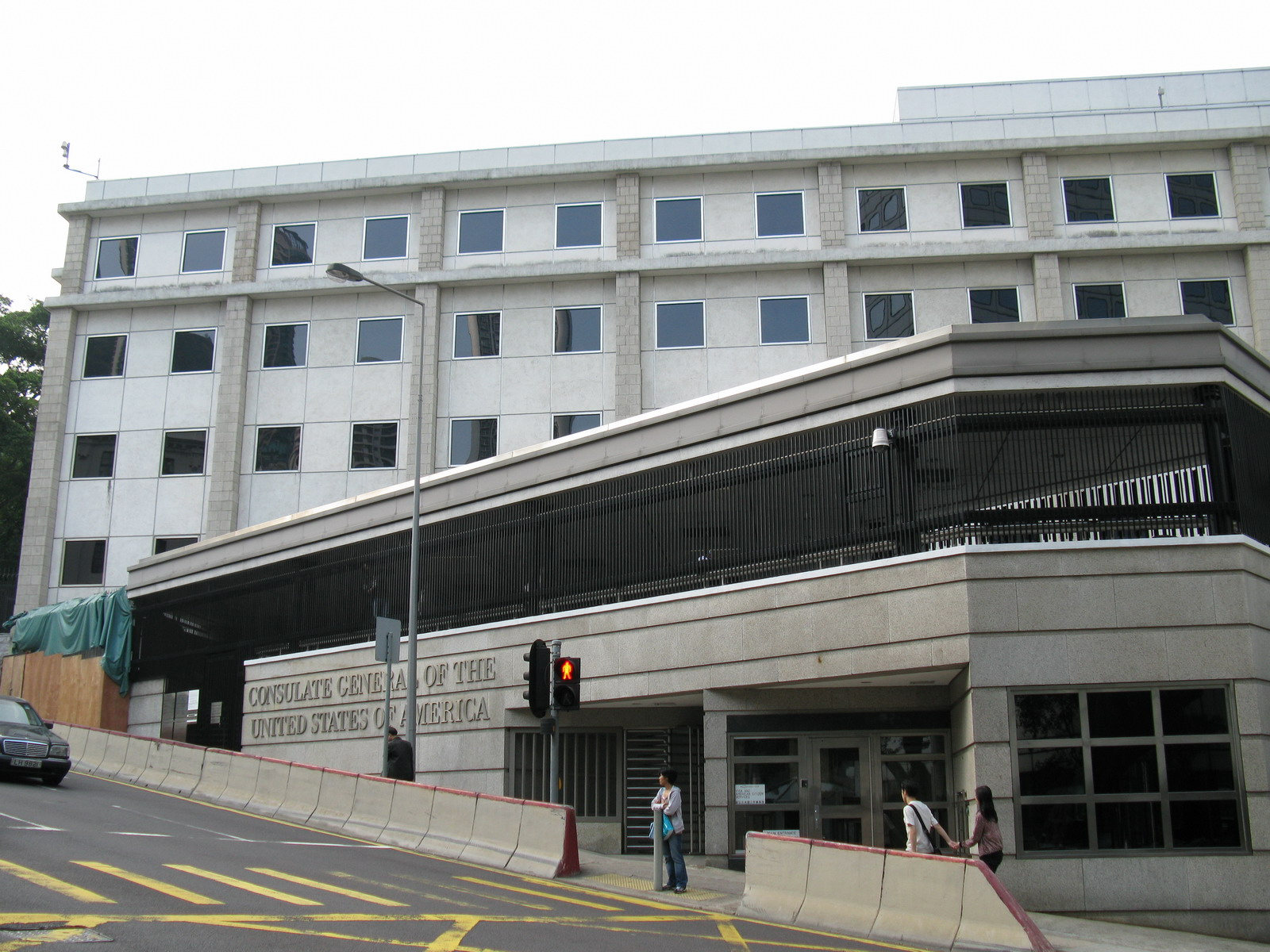
Vista parcial del Consulado de Estados Unidos en Hong Kong.

Más de cien países que mantienen relaciones con China poseen representación diplomática en el territorio, si bien Hong Kong no tiene competencias en política exterior, ya que estas recaen sobre el gobierno de Pekín. Para ello, el Ministerio de Asuntos Exteriores de la República Popular China tiene un comisionado en Hong Kong que se encarga de los asuntos con los países extranjeros que le conciernen. Además, el territorio es miembro de algunas organizaciones internacionales como el Comité Olímpico Internacional, el Fondo Monetario Internacional, el Foro de Cooperación Económica Asia-Pacífico o la Organización Mundial del Comercio, pero ha de suscribirse de forma que aparezca en el registro como «Hong Kong, China», conforme al Artículo 152 de la ley básica.
Su mayor apertura económica con relación al resto de China y su eficiente infraestructura de transporte hacen de Hong Kong un lugar muy atractivo para la llegada de capital del exterior y que muchos países se sirvan de él para la reexportación de sus productos. De la misma forma, la región tiene una política migratoria mucho más flexible, lo que le ha servido para ser uno de los principales receptores de turistas de todo el mundo.

### Fuerzas armadas

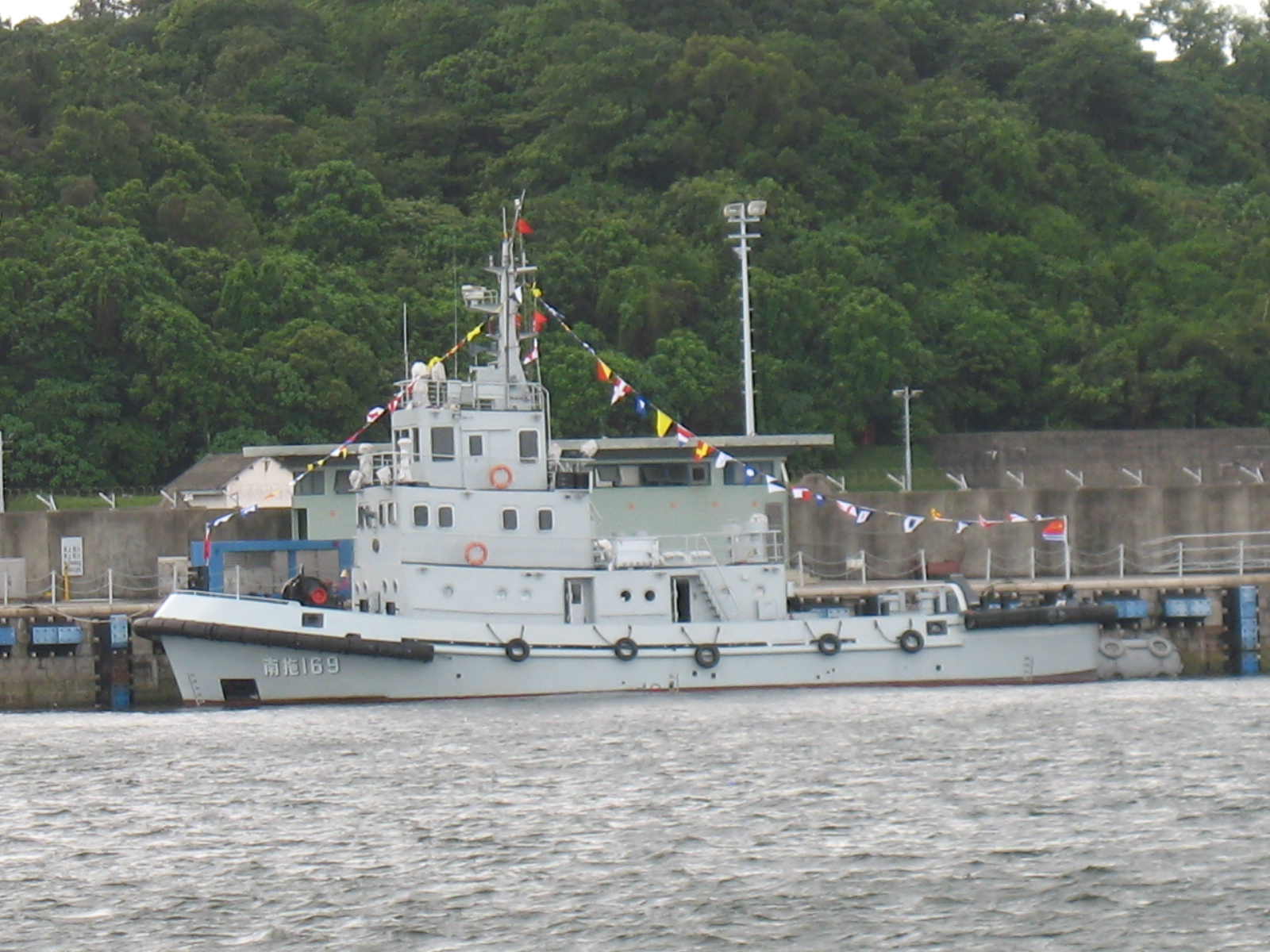
Buque de la guarnición del Ejército Popular de Liberación en Hong Kong.

Cuando Hong Kong se encontraba bajo soberanía de Reino Unido, las Fuerzas Armadas británicas se encargaban de la defensa de la región. La mayoría del personal provenía de territorio británico, aunque el número de soldados de ascendencia china comenzó a aumentar tras el final de la Segunda Guerra Mundial. El cuerpo de voluntarios llegó a tener una fuerza de hasta 1200 hombres, que para muchos locales les sirvió para hacer carrera militar en las fuerzas británicas; buena parte de ellos hasta recibieron honores por su buen y leal servicio durante, al menos, quince años.
Tras el traspaso de soberanía a la República Popular China, el ejército británico fue reemplazado por una guarnición del Ejército Popular de Liberación, que comprende facciones terrestres, navales y aéreas, y bajo la orden de la Comisión Militar Central. La ley básica protege las competencias locales en materia civil contra la interferencia de los militares, que están sujetos a las normas regionales. El Gobierno de Hong Kong es el responsable del mantenimiento del orden público; sin embargo, puede pedir a la administración central ayuda en caso de verse incapaz de este o por un desastre natural. El Gobierno chino también se encarga de asumir los costes de mantenimiento de sus fuerzas en Hong Kong.

### Derechos humanos y labor humanitaria
Hong Kong, al tener unas leyes distintas a las del resto de China, suele ser percibido como un lugar con mayores libertades civiles, aunque en algunas situaciones todavía no existe la libertad plena. Por ejemplo, la libertad de asamblea está restringida por la Ordenanza sobre el Orden Público, y el excesivo uso de la fuerza policíaca en manifestaciones ha sido objeto de críticas. A lo anterior se suman cuestiones sobre los excesivos poderes que tienen las fuerzas del orden público y la desmesurada vigilancia encubierta, que algunos afirman que vulnera el derecho a la privacidad. Asimismo, resulta evidente la falta de protección hacia las comunidades homosexuales, debido a la ausencia de una ley contra la discriminación sexual, aunque tampoco hay ningún precepto que la criminalice per se. Existen estudios que consideran la falta de algunos derechos laborales, especialmente porque los trabajadores no pueden asociarse o escoger un sindicato libremente. Por otro lado, la censura en internet es mucho más flexible en Hong Kong con respecto a China continental.
La labor humanitaria dirigida a los refugiados o solicitantes de protección es realizada en coordinación con el Alto Comisionado de las Naciones Unidas para los Refugiados, aunque este no proporciona asistencia financiera y las autoridades de Hong Kong requieren que los refugiados posean un documento de reconocimiento y sean sometidos a una investigación por parte del departamento de inmigración local. En 2014 se estableció, en colaboración con el programa de Iniciativa Humanitaria de Harvard y el Centro Colaborador de la Universidad de Oxford, el Hong Kong Jockey Club Disaster Preparedness and Response Institute, que capacita a la comunidad de Hong Kong ante el arribo de desastres naturales, cuyos alcances pueden ser tanto locales como toda la región de Asia-Pacífico. A su vez, la Cruz Roja de Hong Kong opera como una sección autónoma de la Cruz Roja China y brinda alimentos y asistencia médica, así como apoyo en la reconstrucción de viviendas y edificios afectados por desastres. En 1995 se fundó en Hong Kong la Crossroads Foundation, una fundación caritativa que ha donado diversos bienes materiales a organizaciones con distintas carencias en más de noventa países. Otras asociaciones y proyectos de caridad en el territorio incluyen Box of Hope —que proporciona obsequios a niños desfavorecidos en Hong Kong y Asia durante Navidad—; o Chi Heng Foundation —que atiende a niños afectados en Hong Kong y el resto de China por el sida— y Support! International Foundation —que brinda programas educativos a diferentes comunidades necesitadas de Seúl, Washington D. C., Singapur y Taiwán—.

## Organización territorial
En Hong Kong rige un sistema de gobierno unitario desde el año 2000, cuando los dos únicos consejos municipales que funcionaban como autoridades locales se abolieron. No existe una definición formal como tal acerca de lo que se considera ciudad en el territorio, que administrativamente se encuentra dividido en dieciocho distritos geográficos, cada uno representado por un consejo que asesora al ejecutivo central en los asuntos de su circunscripción tales como infraestructura pública, programas comunitarios, actividades culturales o mejoras medioambientales. En total, hay alrededor de quinientos asientos a los consejos de los distritos —el número va variando en cada convocatoria electoral—, de los cuales, la mayoría son elegidos por voto popular y un cuarto son nombrados por el gobierno, mientras que una minoría son ex officio. El Departamento de Asuntos Internos comunica las políticas gubernamentales al público mediante las oficinas de distrito. A continuación, se describen los distritos de Hong Kong:
| Nuevos Territorios |                   |         |  |  |  |  |  |
| 1                  | Islas             | 183 000 |  |  |  |  |  |
| 2                  | Kwai Tsing        | 487 200 |  |  |  |  |  |
| 3                  | Norte             | 305 100 |  |  |  |  |  |
| 4                  | Sai Kung          | 486 200 |  |  |  |  |  |
| 5                  | Sha Tin           | 688 200 |  |  |  |  |  |
| 6                  | Tai Po            | 313 000 |  |  |  |  |  |
| 7                  | Tsuen Wan         | 316 400 |  |  |  |  |  |
| 8                  | Tuen Mun          | 498 400 |  |  |  |  |  |
| 9                  | Yuen Long         | 662 000 |  |  |  |  |  |
| Kowloon            |                   |         |  |  |  |  |  |
| 10                 | Ciudad de Kowloon | 404 200 |  |  |  |  |  |
| 11                 | Kwun Tong         | 667 400 |  |  |  |  |  |
| 12                 | Sham Shui Po      | 424 000 |  |  |  |  |  |
| 13                 | Wong Tai Sin      | 403 000 |  |  |  |  |  |
| 14                 | Yau Tsim Mong     | 306 800 |  |  |  |  |  |
| Isla de Hong Kong  |                   |         |  |  |  |  |  |
| 15                 | Central y Oeste   | 233 400 |  |  |  |  |  |
| 16                 | Este              | 525 100 |  |  |  |  |  |
| 17                 | Sur               | 256 100 |  |  |  |  |  |
| 18                 | Wan Chai          | 165 100 |  |  |  |  |  |
|                    |                   |         |  |  |  |  |  |

## Geografía

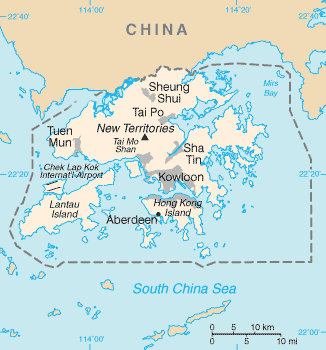
Mapa de Hong Kong.

Hong Kong se encuentra en la zona de Asia Oriental rodeado por el mar de la China Meridional en el sur y por China continental en el norte, y tiene una superficie de 1104.4 km² —de los cuales 35 km² están constituidos por agua— divididos en 80.6 km² de la isla de Hong Kong, 46.9 km² de Kowloon y 976.9 km² de los Nuevos Territorios. A su vez, más de 250 islas se encuentran bajo su soberanía. Ubicado al este de Macao, en la orilla opuesta del delta del río de las Perlas, el territorio cuenta con una franja costera de 733 km y está separado de la ciudad china de Shenzhen por el río homónimo a lo largo de una frontera de 33 km.
Debido a que el terreno tiende a ser montañoso con pendientes muy escarpadas, solo alrededor del 25 % de la superficie está urbanizada, mientras que un 40 % está destinada a parques nacionales y reservas naturales. El punto a mayor altitud de todo Hong Kong es el Tai Mo Shan, que se encuentra en los Nuevos Territorios a 957 m sobre el nivel del mar, aunque fuera de la zona continental también se encuentran picos similares, como es el pico Lantau en la isla homónima (934 m). Es más, las tierras bajas solo suponen un quinto del área total y, excepto por los aluviones localizados en Deep Bay, la mayoría son ácidas y poco fértiles. En consecuencia, su superficie cultivable abarca solamente el 6 % del territorio.

### Clima
A causa de su ubicación al sur del trópico de Cáncer, la región administrativa cuenta con un clima subtropical húmedo (Köppen, Cwa). Sus variaciones entre las épocas húmeda y seca están bien marcadas, al existir en la primera un monzón —que da lugar a veranos calientes y húmedos, e inviernos secos y más fríos— y a la presión atmosférica de la masa continental adyacente y la superficie oceánica. Asimismo, Hong Kong es frecuentemente azotado por tifones, que suelen aparecer en la época estival, por lo que son recurrentes las inundaciones y corrimientos de tierra durante ese período.
| Parámetros climáticos promedio de Hong Kong (valores normales: 1981-2010; valores extremos: 1884-1939 y 1947-2020) | Parámetros climáticos promedio de Hong Kong (valores normales: 1981-2010; valores extremos: 1884-1939 y 1947-2020) | Parámetros climáticos promedio de Hong Kong (valores normales: 1981-2010; valores extremos: 1884-1939 y 1947-2020) | Parámetros climáticos promedio de Hong Kong (valores normales: 1981-2010; valores extremos: 1884-1939 y 1947-2020) | Parámetros climáticos promedio de Hong Kong (valores normales: 1981-2010; valores extremos: 1884-1939 y 1947-2020) | Parámetros climáticos promedio de Hong Kong (valores normales: 1981-2010; valores extremos: 1884-1939 y 1947-2020) | Parámetros climáticos promedio de Hong Kong (valores normales: 1981-2010; valores extremos: 1884-1939 y 1947-2020) | Parámetros climáticos promedio de Hong Kong (valores normales: 1981-2010; valores extremos: 1884-1939 y 1947-2020) | Parámetros climáticos promedio de Hong Kong (valores normales: 1981-2010; valores extremos: 1884-1939 y 1947-2020) | Parámetros climáticos promedio de Hong Kong (valores normales: 1981-2010; valores extremos: 1884-1939 y 1947-2020) | Parámetros climáticos promedio de Hong Kong (valores normales: 1981-2010; valores extremos: 1884-1939 y 1947-2020) | Parámetros climáticos promedio de Hong Kong (valores normales: 1981-2010; valores extremos: 1884-1939 y 1947-2020) | Parámetros climáticos promedio de Hong Kong (valores normales: 1981-2010; valores extremos: 1884-1939 y 1947-2020) | Parámetros climáticos promedio de Hong Kong (valores normales: 1981-2010; valores extremos: 1884-1939 y 1947-2020) |
| Mes | Ene. | Feb. | Mar. | Abr. | May. | Jun. | Jul. | Ago. | Sep. | Oct. | Nov. | Dic. | Anual |
| --- | --- | --- | --- | --- | --- | --- | --- | --- | --- | --- | --- | --- | --- |
| Temp. máx. abs. (°C)                                                                                               | 26.9 | 28.3 | 30.1 | 33.4 | 35.5 | 35.6 | 35.7 | 36.6 | 35.2 | 34.3 | 31.8 | 28.7 | 36.6 |
| Temp. máx. media (°C)                                                                                              | 18.6 | 18.9 | 21.4 | 25 | 28.4 | 30.2 | 31.4 | 31.1 | 30.1 | 27.8 | 24.1 | 20.2 | 25.6 |
| Temp. media (°C)                                                                                                   | 16.3 | 16.8 | 19.1 | 22.6 | 25.9 | 27.9 | 28.8 | 28.6 | 27.7 | 25.5 | 21.8 | 17.9 | 23.2 |
| Temp. mín. media (°C)                                                                                              | 14.5 | 15 | 17.2 | 20.8 | 24.1 | 26.2 | 26.8 | 26.6 | 25.8 | 23.7 | 19.8 | 15.9 | 21.4 |
| Temp. mín. abs. (°C)                                                                                               | 0 | 2.4 | 4.8 | 9.9 | 15.4 | 19.2 | 21.7 | 21.6 | 18.4 | 13.5 | 6.5 | 4.3 | 0 |
| Precipitación total (mm)                                                                                           | 24.7 | 54.4 | 82.2 | 174.7 | 304.7 | 456.1 | 376.5 | 432.2 | 327.6 | 100.9 | 37.6 | 26.8 | 2398.4 |
| Días de precipitaciones (≥ 0.1 mm)                                                                                 | 5.37 | 9.07 | 10.9 | 12 | 14.67 | 19.07 | 17.6 | 16.93 | 14.67 | 7.43 | 5.47 | 4.47 | 137.7 |
| Horas de sol | 143 | 94.2 | 90.8 | 101.7 | 140.4 | 146.1 | 212 | 188.9 | 172.3 | 193.9 | 180.1 | 172.2 | 1835.6 |
| Humedad relativa (%)                                                                                               | 74 | 80 | 82 | 83 | 83 | 82 | 81 | 81 | 78 | 73 | 71 | 69 | 78.1 |
| Fuente: Observatorio de Hong Kong                                                                                  | | | | | | | | | | | | | |

### Fauna y flora

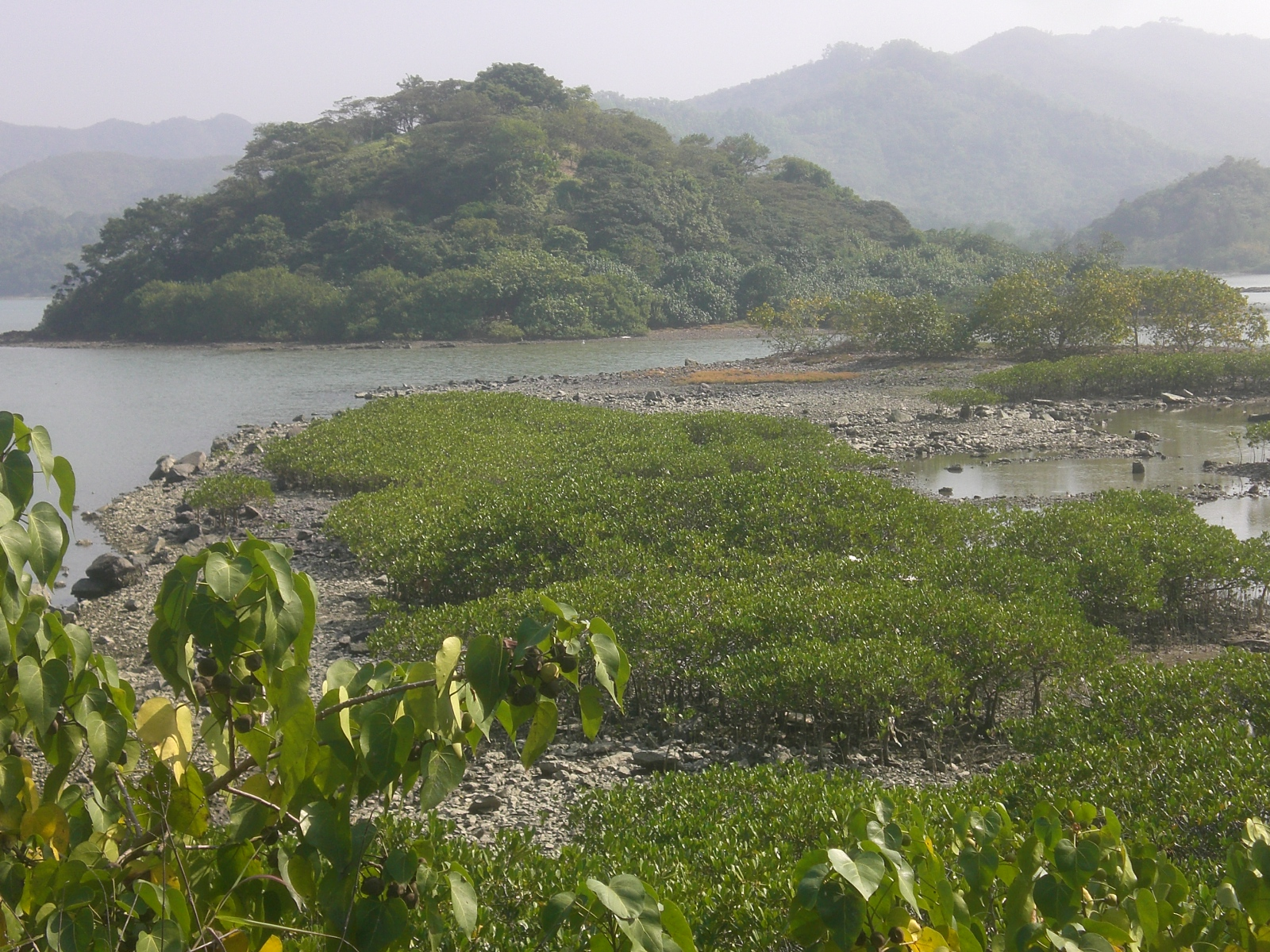
Hong Kong es un territorio donde los manglares dominan su paisaje natural.

Hong Kong posee una amplia variedad de fauna que incluye mariposas, libélulas, peces de agua dulce, anfibios, reptiles, aves y mamíferos, que en conjunto suman más de mil especies. De estas, más de la mitad son aves, algunas de las cuales han sido introducidas por el humano y otras están amenazadas. Algunas especies abundantes en los manglares son los cangrejos, gastrópodos y bivalvos, peces del fango y aves acuáticas como la Platalea minor. En el entorno marino pueden encontrarse más de 5600 especies, entre las cuales se encuentran el cangrejo herradura o el delfín blanco chino. Algunos mamíferos que pueden hallarse en la región son la ardilla de Pallas, el pangolín chino, el muntíaco de la India y el jabalí.
En cuanto a la vegetación, existen alrededor de 3300 especies de plantas vasculares, mayormente nativas de la región. La ciudad cuenta con un herbario que es administrado por el Departamento de Agricultura, Pesca y Conservación y que es usado en estudios de taxonomía, ecología y conservación de la flora hongkonesa, así como un arboreto con varios especímenes nativos. Algunas especies de plantas típicas de Hong Kong son Mikania, Rhododendron hongkongense, Camellia hongkongensis, Dendrobenthamia hongkongensis y Lysimachia alpestris. Los ecosistemas predominantes en Hong Kong son los bosques de manglares, algunos de los cuales fueron plantados en salinas, los bosques subtropicales y los estuarios. Ciertos manglares —como es el caso de Tai Tam Harbour, Lai Chi Wo Beach y Pak Nai— están catalogados como Sitios de Especial Interés Científico, que les garantiza protección siempre y cuando estén cubiertos por los Outline Zoning Plans. Algunas reservas naturales son el parque de Tai Mo Shan, el Kam Shan Country Park y Mai Po Marshes.

### Medio ambiente

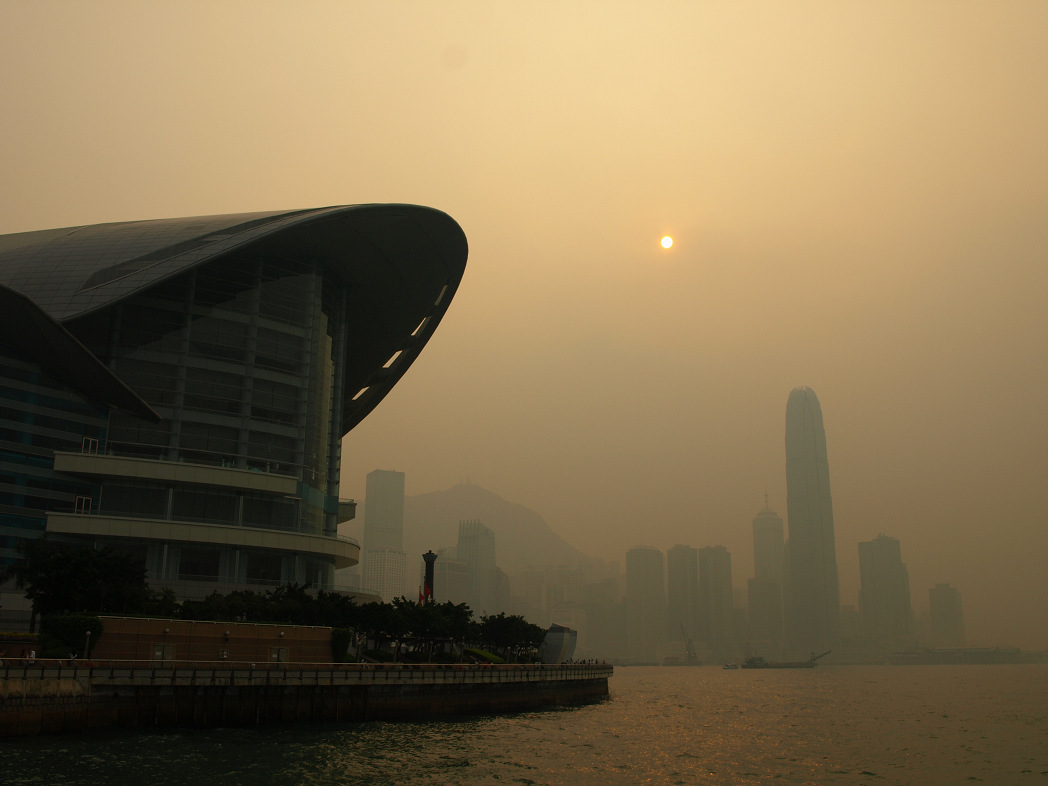
La contaminación es uno de los problemas más importantes a los que se enfrenta Hong Kong a causa del crecimiento urbano.

La contaminación ambiental en Hong Kong es un problema serio que afecta a la ecología y a la calidad de vida de sus habitantes, y es propiciada por factores como la infraestructura urbana, las descargas de aguas residuales y el elevado flujo de turistas que visitan la ciudad cada año. Sin embargo, más de la mitad del esmog que persiste en Hong Kong viene de otras zonas de China continental. Otra problemática tiene que ver con el déficit ecológico entre su demanda de recursos y su biocapacidad, es decir, la oferta de tierra y mar biológicamente productiva. En 2013 tenía una huella ecológica de 4.7 hectáreas globales, uno de los peores déficit ecológicos del mundo según reportes del Fondo Mundial para la Naturaleza. De igual forma, la pérdida de especies como consecuencia del crecimiento poblacional es otro impacto importante en su biodiversidad.
En 2016, las autoridades dieron a conocer el Biodiversity Strategy and Action Plan, un documento que contiene las estrategias y planificación necesarias para garantizar el desarrollo sostenible y la conservación de la biodiversidad de Hong Kong. Asimismo, los esfuerzos para la protección y conservación de la biodiversidad local han resultado en el establecimiento del Hong Kong Wetland Park, que incluye áreas de vida silvestre, la ejecución de programas para la reducción del impacto de los contaminantes, la arquitectura sustentable, el tratamiento biológico de aguas residuales, el fomento de la educación ambiental en instituciones como la Universidad Abierta de Hong Kong, la creación de arrecifes artificiales, la formulación y regulación de la legislación ambiental, como es el caso de la prohibición de la pesca con jábega desde 2012, y la ejecución de campañas de reforestación para la mejora de la biodiversidad y la repoblación ecológica.
La Oficina de Medio Ambiente es el organismo gubernamental responsable de las estrategias y acciones para la «mejora de la calidad del aire, la gestión de residuos, la conservación de la energía, la biodiversidad, y el combate al cambio climático», y cuenta con el apoyo de la firma consultora Environmental Resources Management, especializada en evaluaciones de impacto ambiental y otros temas afines.

## Economía

Evolución del PIB per cápita en Asia Oriental desde 1820.

Hong Kong dispone de una economía de libre mercado enfocada al sector servicios, especialmente al comercio, las finanzas y las telecomunicaciones; de hecho, en 2019 se colocó en la segunda posición del Índice de Libertad Económica, solo superado por Singapur. Según la ley básica, el territorio puede mantener su sistema económico de forma independiente al de la China continental, incluyendo sus propios impuestos, así como su propia moneda —el dólar de Hong Kong—, cuyo valor está fijado al dólar estadounidense desde 1983 y es una de las más comerciadas del mundo. Su PIB nominal en 2021 era de 2.86 billones HKD (364.58 mil millones USD), que dan una renta per cápita de 386 983 HKD (49 302 USD), muy superior a la china de 64 644 RMB (9882 USD) y algo por encima de la de Macao, que es de 350 445 MOP (43 024 USD). Por ello, el Banco Mundial considera a la región como un lugar de ingresos altos y, gracias a su rápido crecimiento a finales del siglo XX, se hizo conocido por ser uno de los cuatro tigres asiáticos.

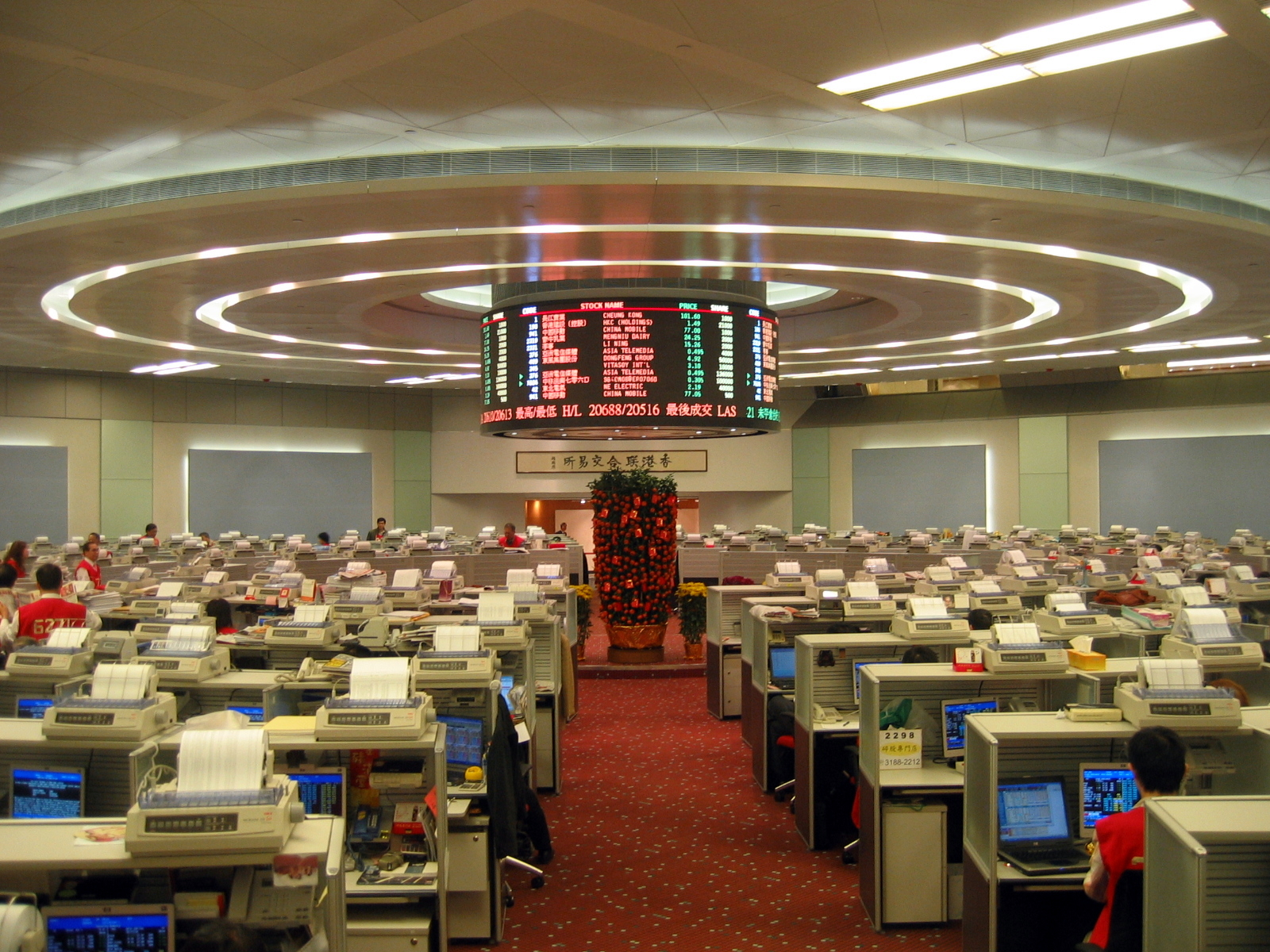
Aula interior de la bolsa de Hong Kong, una de las más grandes del mundo en términos de capitalización de mercado.

La bolsa de Hong Kong es una de las más grandes del mundo, ya que en 2019 cerró con una capitalización de mercado de 38 billones HKD (4.92 billones USD), además de ser la primera en el mundo por oferta pública de venta al conseguir 314.2 mil millones HKD (40.53 mil millones USD). Asimismo, en noviembre de 2014 se inauguraron dos colaboraciones con las bolsas de Shanghái y Shenzhen para facilitar el tráfico de valores, pero con los criterios y ventajas del sistema hongkonés. Esto resultó en un flujo de capitales entre China continental y la región de un billón HKD en 2019, esto es una entrada de 1058.3 mil millones HKD desde su lanzamiento.
Tradicionalmente, el gobierno ha participado pasivamente en la economía al considerar que no se debe intervenir en ningún sector del mercado, el cual debe sostenerse con sus propios recursos. Esta teoría, denominada positive non-interventionism —«no intervencionismo positivo»—, fue desarrollada durante los años 1970 y Philip Haddon-Cave, secretario de finanzas en aquella época, comentó: «Positive non-interventionism implica tomar la perspectiva de que normalmente es inútil y dañino para la tasa de crecimiento de una economía, particularmente [la de] una economía abierta, que el gobierno intente planificar[le] la distribución de los recursos disponibles al sector privado y [que] frustre la operación de las fuerzas del mercado». Todas estas medidas llevaron a que Milton Friedman describiese a la entidad como el mayor experimento del capitalismo de laissez faire a nivel mundial. Sin embargo, desde la transferencia de soberanía a China, cada vez el gobierno ha tenido una interferencia mayor, como la intromisión en los negocios, el establecimiento de un salario mínimo, la expansión de los servicios públicos o trabas al sector industrial. De hecho, la administración pública ya tiene un peso superior al 20 % sobre el PIB, si bien goza de unos niveles tan altos de productividad, que se ubicó en la tercera posición del Índice de Competitividad Global de 2019.

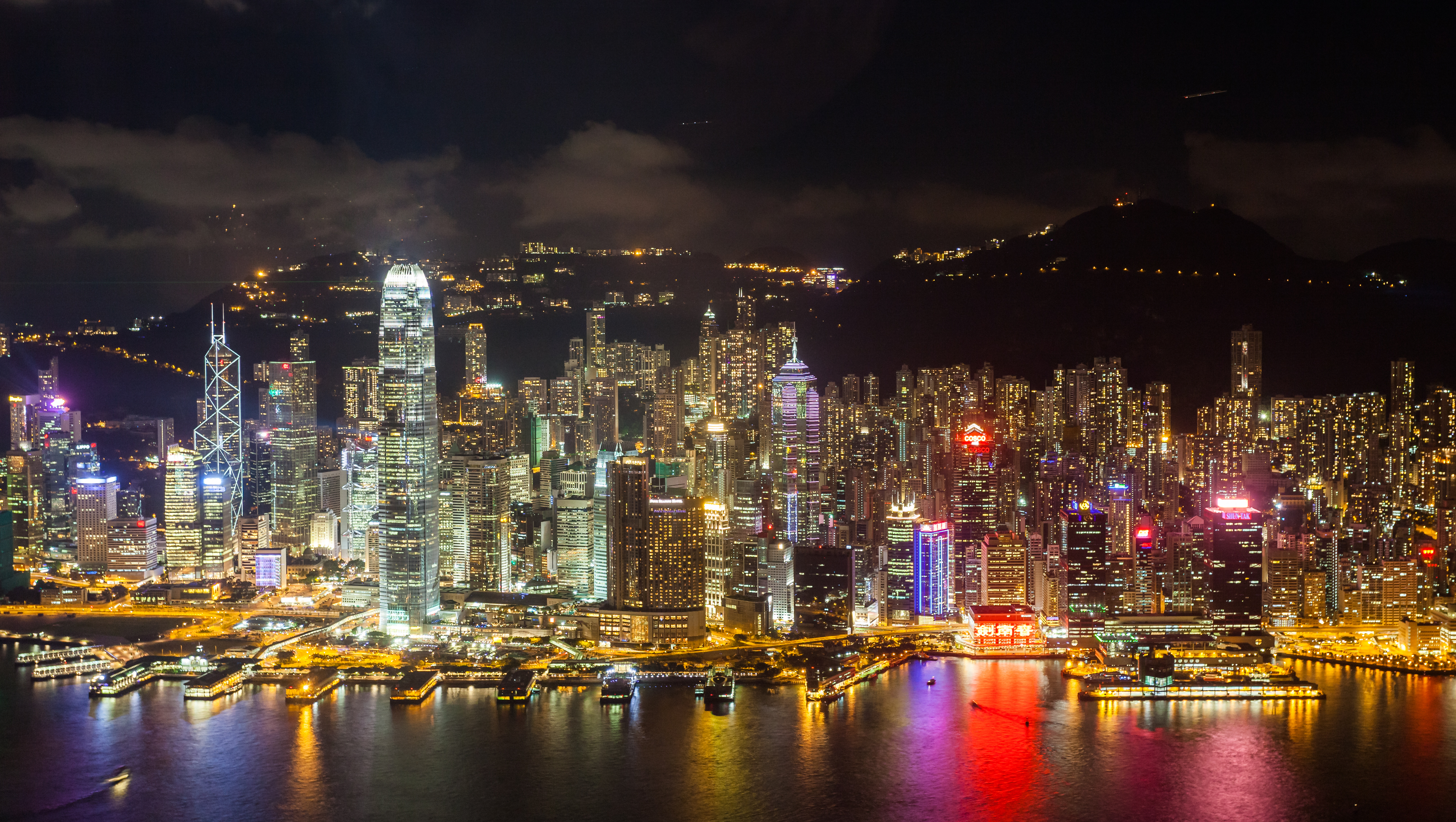
Vista del área norte de la isla de Hong Kong, lugar donde se ubica el principal centro financiero del territorio, el quinto más importante del mundo.

Hong Kong comenzó a emerger como centro financiero en los años 1990, aunque quedó gravemente afectado durante la crisis financiera asiática de 1997 y posteriormente por el brote de síndrome respiratorio agudo grave de 2003. La recuperación de la situación se produjo gracias al uso de reservas de divisas para mantener estable la moneda local en relación con el dólar. No obstante, la Gran Recesión llegó a Hong Kong en la segunda mitad de 2008, por lo que la economía volvió a desacelerarse —es más, en el último cuarto de ese año, cayó más de un 2 %—. La banca fue el sector más afectado y el mercado de valores comenzó a caer con mucha fuerza —un 15 % en septiembre y un 22 % en octubre—, situación que llevó a que al año siguiente la economía cayese más de un 5 %, si bien en 2010 la tendencia se invirtió radicalmente tras un rebote de casi el 10 %. Desde aquel entonces, la región no ha vuelto a sufrir ninguna recesión económica, salvo en 2019 y 2020, y ha ido consolidándose como uno de los principales centros financieros a nivel mundial; tan es así que en septiembre de 2020 el think tank Z/Yen lo ubicó en quinta posición, solo por detrás de Nueva York, Londres, Shanghái y Tokio, mientras que el Banco Mundial lo colocó en el tercer lugar del Índice de facilidad para hacer negocios de 2020.
El comercio es la principal actividad de Hong Kong por su peso en la economía, ya que en 2020 movió 8.19 billones HKD (1.06 billones USD), alrededor del triple de su PIB. De ese número, 4.27 billones HKD (549.5 mil millones USD) corresponden a importaciones y 3.93 billones HKD (505.45 mil millones USD) a exportaciones, que le convierten en una de las principales entidades comerciales del planeta. Debido a que la agricultura y la pesca son actividades muy escasas en el territorio —apenas representan el 0.1 % del PIB—, Hong Kong necesita importar la mayoría de productos para el consumo humano y otros materiales perecederos, así como el combustible y los bienes de capital —tanto para uso interno como para la reexportación—. Por su parte, entre sus exportaciones se encuentran maquinaria electrónica y de telecomunicaciones, procesadores de datos, manufacturas de minerales no metálicos, o equipos fotográficos. Además, Hong Kong tiene acuerdos de libre comercio con Australia, Chile, Georgia, Nueva Zelanda, la AELC y la ASEAN, además de con el resto de China, incluyendo Macao. Por otra parte, la balanza de pagos del territorio cerró 2019 con un déficit de 8.86 mil millones HKD (11.42 mil millones USD), mientras que la deuda externa pública y privada terminó ese año en 13.03 billones HKD (1.68 billones USD). Aunado a ello, la inversión extranjera directa en Hong Kong en 2018 fue de 817.1 mil millones HKD (104.69 mil millones USD).

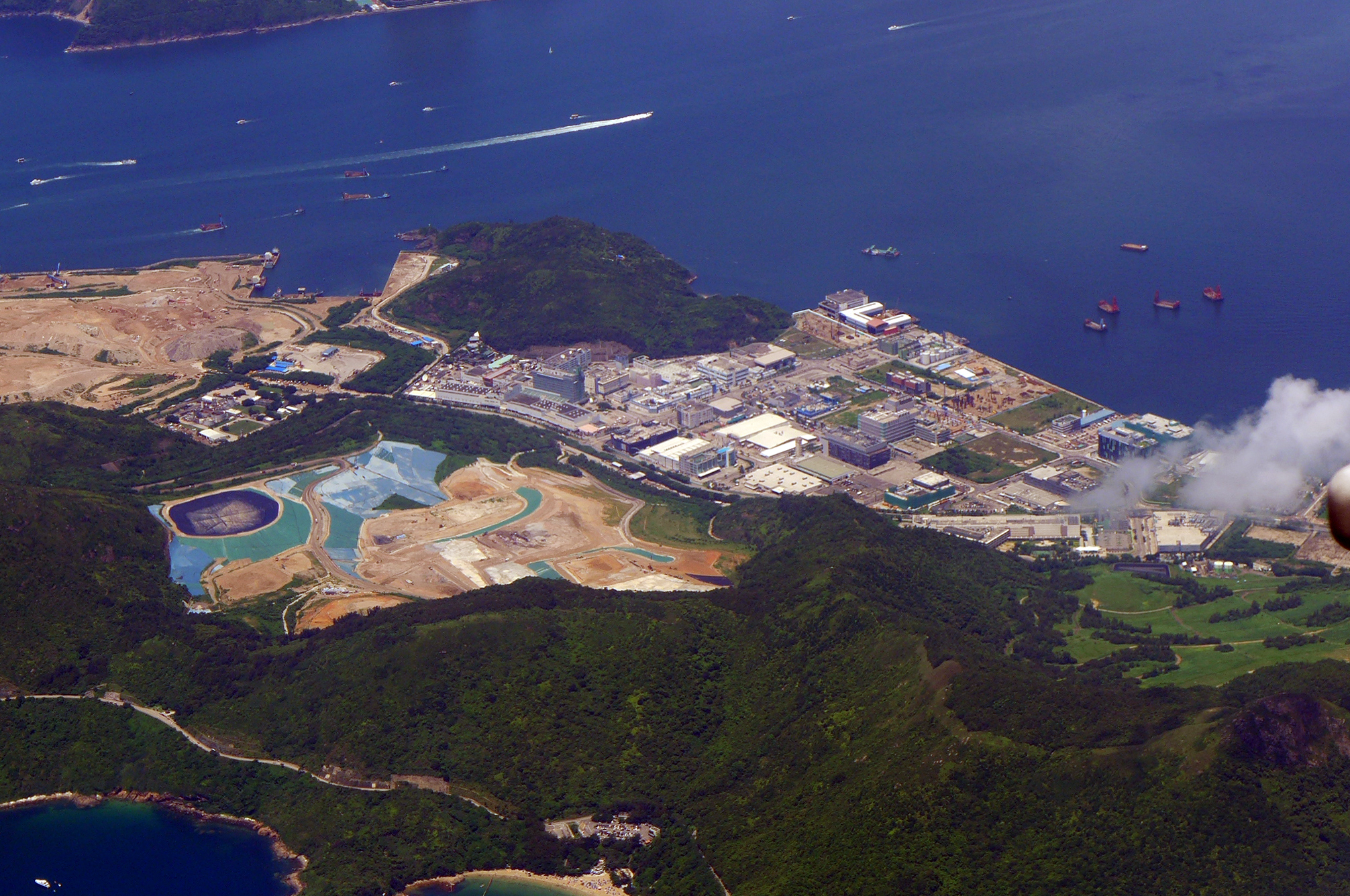
Panorámica del parque industrial Tseung Kwan O.

Otros sectores incluyen la industria cultural, servicios médicos y educativos, innovación y tecnología, de pruebas y certificación, y del medio ambiente. En 2009, se estableció la Oficina Creativa de Hong Kong, responsable del desarrollo de las industria de diseño —especialmente la de multimedia, y de diseño gráfico y visual— así como de la financiación para proyectos y empresas locales de diseño. Por otro lado, la industria electrónica ha cobrado auge al grado de posicionar a Hong Kong como uno de los mayores exportadores de circuitos integrados, accesorios de cómputo, dispositivos de grabación de vídeo y de telefonía móvil del mundo. El territorio también es uno de los mayores exportadores de juguetes en el planeta, cuya industria se caracteriza por el desarrollo de productos en colaboración con empresas manufactureras extranjeras; Los parques industriales de Hong Kong son el Yuen Long Industrial Estate (en chino tradicional, 元朗工業邨), el Tseung Kwan O Industrial Estate (en chino tradicional, 將軍澳工業邨) y el Tai Po Industrial Estate (en chino tradicional, 大埔工業邨). A partir de los años 2010, el gobierno ha retomado el interés en una nueva reindustrialización de su territorio ante el incremento de los costos de producción en China continental.
Hong Kong ocupó en 2019 el tercer lugar del mundo con mayor cantidad de personas que cuentan con un patrimonio de al menos mil millones USD, y se estima que uno de cada siete ciudadanos cuentan con al menos un millón HKD (130 000 USD). Sin embargo, en la región sigue habiendo una desigualdad muy elevada, ya que el coeficiente de Gini por ingreso per cápita de los hogares fue de 0.473 en 2016 y un índice de pobreza del 14.9 % en 2018. Asimismo, en 2019 el índice de precios al consumidor cerró en el 2.9 %, aumentado por el coste de la alimentación, el alquiler y compra de pisos, y el transporte.

### Empleo
La población económicamente activa de Hong Kong comprende el 60.1 % (67 % hombres y 54.5 % mujeres) de sus habitantes, que equivalen a casi cuatro millones de personas en total. Su tasa de paro en 2019 era del 3.1 %. El sector servicios es el que más empleados tiene, a destacar la administración pública (1 119 800), las finanzas, seguros, bienes raíces y los servicios empresariales (848 100 personas); ventas y hostelería (565 100), transporte y comunicaciones (452 000), y el comercio (376 600). En el último cuarto de aquel año, la jornada media de trabajo duraba 45 horas a la semana. Por otra parte, el número de personas subempleadas era de 47 400, y solían ser personas cuyo nivel educativo era como máximo la educación secundaria y el sector que más empleados tenía de este tipo era el de la construcción. Asimismo, más de 350 000 extranjeros están empleados como trabajadores domésticos, casi la mitad provinientes de Indonesia.
El 1 de mayo de 2011 entró en vigor un salario mínimo de 32.5 HKD por hora, aunque seis años más tarde se aumentó hasta los 34.5. La edad mínima para acceder a un empleo es de trece años y, hasta los quince años de edad, la oferta laboral está restringida a sectores no industriales, y se requiere estar escolarizado y contar con el consentimiento del padre, entre otras normas. En cambio, si una persona tiene entre quince y dieciocho años, aun siendo legalmente menor de edad, sí tiene permitido trabajar en otros sectores y no necesita el beneplácito de su progenitor.

### Turismo
Debido al notable impacto económico del turismo —que supuso ingresos por 288.7 mil millones HKD (37.2 mil millones USD) en 2019, aproximadamente el 12.3 % del PIB, además de emplear a 575 500 personas (14.9 % del empleo total) ese mismo año—, el gobierno local ha priorizado la accesibilidad del territorio a los visitantes y turistas por medio de acciones como la eliminación del visado para 170 países durante un período de siete a 180 días, la implementación del Individual Visit Scheme (IVS) en 2003 para permitir el ingreso de turistas de cuarenta y nueve ciudades de China continental o el establecimiento de la Comisión de Turismo en 1999. Además, existe una colaboración estratégica del Consejo de Turismo de Hong Kong (HKTB, por sus siglas en inglés) con ciertos sectores industriales —hasta 2018 contaba con veintiún sucursales y representantes en seis regiones del mundo—. En 2016, este organismo lanzó la campaña Best of all, it's in Hong Kong —«Lo mejor de todo, está en Hong Kong»— para promover los destinos turísticos de la región y, al año siguiente, se dio a conocer el Development Blueprint for Hong Kong’s Tourism Industry, que contiene una serie de estrategias para posicionar al territorio como un «destino turístico de primer nivel y de clase mundial». Ese mismo año comenzó a difundirse el esquema de «servicios turísticos de calidad», por el que el consejo de turismo pretende mejorar la calidad de servicio de comercios, restaurantes y sitios de alojamiento.
Hong Kong recibió a lo largo de 2019 un total de 55 912 609 de turistas, de los que 32 160 250 tenían un estancia de un solo día y 23 752 359 pasaron en la región al menos una noche. La mayoría de los viajeros procedían de la China continental en ambos casos, mientras que los ciudadanos extranjeros que acudieron al lugar —y pernoctaron al menos una noche— fueron 7 525 717 y venían principalmente de Corea del Sur (780 141), Estados Unidos (761 025), Filipinas (729 981), Japón (660 883) y Taiwán (597 115), lo que le convirtió en uno de los lugares más visitados por turistas internacionales del mundo. Asimismo, Hong Kong era la segunda fuente de turistas de Macao —con el que existe, desde 2017, un convenio de colaboración supervisado por el Ministerio de Cultura y Turismo de la República Popular China—, solo superados por China continental. El Consejo de la Industria de Viajes de Hong Kong es la institución gubernamental encargada de establecer códigos de conducta y directivas relacionadas con las agencias de viajes y guías y acompañantes turísticos.
Entre las principales atracciones turísticas encontramos la cumbre Victoria, los parques Ocean Park y Disneyland, la Torre del Reloj, la avenida de las Estrellas y la isla de Lantau. Cabe destacar que en años recientes ha cobrado mayor notoriedad el turismo ecológico, mediante campañas de promoción del Hong Kong Global Geopark, reconocido por la Unesco como parte de su red global de geoparques, y el Hong Kong Wetland Park, así como la difusión de eventos como la Symphony of Lights, un espectáculo nocturno realizado en Victoria Harbour desde 2004 y que atrae a 1.5 millones de visitantes al año. Por otro lado, el gobierno da mucha prioridad al turismo de negocios; de hecho, destinó un fondo de inversión para atraer constantemente eventos como la AsiaWorld–Expo y establecer el Hong Kong Convention and Exhibition Centre.

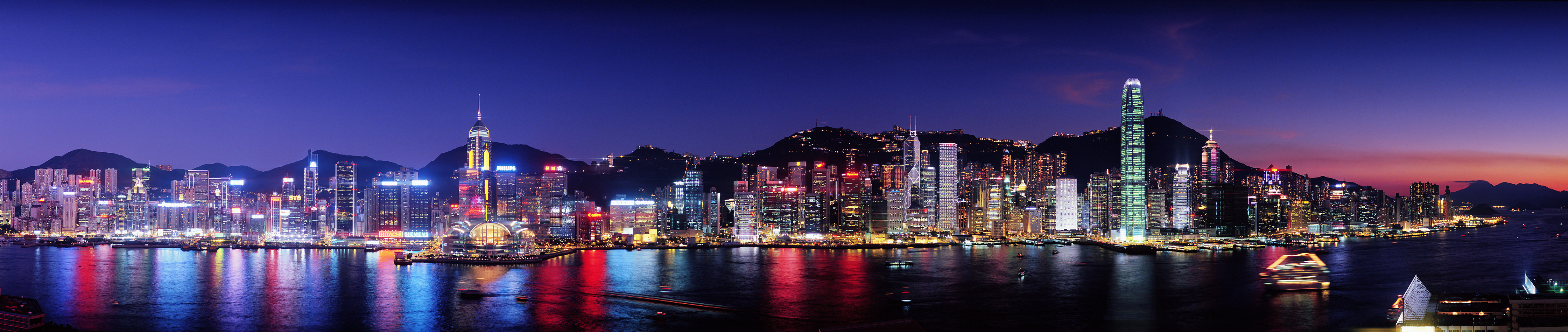
Vista de Victoria Harbour con la cumbre del mismo nombre al fondo.

## Infraestructura

### Transportes
Hong Kong tiene una red de carreteras de al menos 2100 km, pavimentados en su totalidad, por la que circulan más de 860 000 vehículos. Este sistema cuenta con algunas de las obras de ingeniería más grandes de su tipo a nivel mundial, como es el puente Hong Kong-Zhuhai-Macao, inaugurado en octubre de 2018 y que cruza todo el delta del río de las Perlas. Sin embargo, otros medios como las bicicletas no disponen con una infraestructura tan amplia; de hecho, muchas zonas se encuentran restringidas para ellas. Asimismo, en el territorio suceden anualmente más de 23 000 accidentes de tráfico, en los que los ciudadanos de entre 40 y 59 años son las principales víctimas.
La región dispone de un sistema de transporte público multimodal fuertemente desarrollado con el objetivo de facilitar la movilidad a los 13 millones de usuarios que se mueven diariamente de esta forma. La compañía Mass Transit Railway se encarga de la operación del metro de Hong Kong, que cuenta con once líneas y es uno de los sistemas de metro más extensos del mundo. Asimismo, en septiembre de 2018 se inauguró el primer servicio de tren de alta velocidad en la región, que la conecta con las ciudades vecinas de Shenzhen y Cantón. Por otro lado, la red de autobuses, si bien funciona como un servicio público, está gestionada por empresas privadas, entre las que destacan Kowloon Motor Bus, que opera principalmente en el interior de Kowloon y los Nuevos Territorios, y Citybus, que hace lo propio en la isla de Hong Kong; del mismo modo, Star Ferry opera líneas a modo de autobús acuático, aunque es un servicio más orientado hacia los turistas. Finalmente, es de mención que todos los modos de transporte público se pueden comprar mediante la Tarjeta Octopus, que si bien está habilitada para adquirir otro tipo de servicios, está enfocada principalmente a este sector.
El puerto de Hong Kong es una de los mayores terminales de su tipo en todo el mundo por tráfico de contenedores, solo superado por las de Shanghái, Singapur, Shenzhen, Ningbo-Zhoushan, Cantón y Busan. En 2019, por sus infraestructuras pasaron 161 252 buques —25 388 por mar y 135 864 por río— con una carga total de 18.3 millones de TEU. La mayoría de los embarcaciones eran de bandera china, unas 91 702, muy superior a las 50 689 de bandera hongkonesa, mientras que los principales países extranjeros cuyos navíos hacían uso de su puerto fueron Panamá (4733), Singapur (2752) y Liberia (2642).
Hong Kong cuenta con dos aeropuertos, el Aeropuerto Internacional Kai Tak y el Aeropuerto Internacional de Hong Kong. El primero comenzó a operar en los años 1920 cuando se inauguró la Escuela de Aviación Abbot y fue la principal terminal aérea del territorio hasta su clausura el 6 de julio de 1998. Debido al crecimiento de la ciudad, durante sus últimas etapas de funcionamiento era conocido por tener una de las pistas más peligrosas del mundo, al encontrarse muy cerca de las zonas urbanizadas. A la par del cierre de Kai Tak, se abrió el Aeropuerto Internacional de Hong Kong en la isla de Chek Lap Kok, y en 2019 transitaron por él 71.54 millones de pasajeros —que le convierten en el decimotercero del mundo en esa categoría y el tercero en pasajeros internacionales—, así como un total de 420 000 movimientos y ocupó la primera posición mundial entre los aeropuertos por tráfico de carga al gestionar 4.81 millones de toneladas. No obstante, las cifras tan ostentosas han conducido a que la infraestrucutra se encuentre al límite de su capacidad, lo que ha obligado al gobierno a la construcción de una nueva pista de despegue y aterrizaje para complementar a las dos que operan en la actualidad. Las principales aerolíneas de la región son Cathay Pacific —y su filial Cathay Dragon—, Hong Kong Airlines y HK Express.

### Medios de comunicación
En 2018 existían 4 196 061 líneas telefónicas fijas y 19 901 856 móviles, más del doble de su población. Asimismo, alrededor del 85 % de sus habitantes contaban con acceso a internet, cuya velocidad promedio de descarga es de 142.65 MB/s, una de las más rápidas de todo el planeta. Aunado a ello, el número de usuarios con banda ancha asciende a 2 714 679, de acuerdo con estimaciones de 2018. Si bien la mayoría de las telecomunicaciones al exterior desde Hong Kong son realizadas a través de cables submarinos, todavía mantiene cierta dependencia de China continental en este aspecto, ya que varias de sus transmisiones circulan a través de un cable coaxial hacia Cantón.
En la región administrativa existen numerosos medios de prensa local escrita, como son South China Morning Post o The Standard en inglés, o Ming Pao en chino. Además, existen dieciocho estaciones de televisión y tres de radio Por otro lado, a diferencia del territorio continental —donde existe un bloqueo a numerosas páginas web y aplicaciones de uso común en Occidente, como Facebook, Google, Twitter, YouTube o WhatsApp—, en Hong Kong se disfruta de unas restricciones a internet mucho más laxas.

### Energía
Los principales combustibles usados para la generación de energía en Hong Kong son el carbón, el gas natural y la energía nuclear, esta última importada del territorio continental. En años recientes ha habido un auge en la inversión en energías renovables, aunque su producción continúa siendo relativamente baja en contraste con el uso de hidrocarburos. Entre las energías renovables empleadas localmente se encuentran el biogás y el biodiésel —que representan alrededor del 84.3 % de la energía generada de este tipo—, la solar y la eólica, que en conjunto contribuyeron a la generación de 2430 TJ en 2018. La energía solar es usada principalmente en estaciones meteorológicas, y tanto en la obtención de agua caliente solar como en la estructura de edificios. A su vez, la primera planta de energía eólica para uso comercial, en Lamma Island, quedó concluida en 2006. Hong Kong no posee ninguna refinería de petróleo, por lo que este recurso es importado. En mayo de 2018 su gasolina era la segunda más costosa en el mundo, solo por debajo de Islandia.
La energía es utilizada primordialmente para la generación de electricidad —cuyo consumo aumentó de 144 172 TJ a 158 274 TJ entre 2005 y 2015, lo cual representa un incremento del 9.8 %— la transformación de productos de carbón y petróleo, y la obtención de gas licuado del petróleo. Alrededor del 80 % de la energía producida es destinada para usos comerciales principalmente, y para la industria del transporte. En 2018 el consumo de energía era de 38.7 GJ per cápita. El incremento de la población y del número de viviendas ha propiciado un aumento en el consumo energético haya aumentado un 2.4 % a 2 % entre 2008 y 2018. El Departamento de Servicios Eléctricos y Mecánicos es la organización pública que se encarga de la administración de la energía en Hong Kong, mientras que la gestión de la energía eléctrica recae en la Hongkong Electric Company y la CLP Power Hong Kong Limited.

## Demografía
En 2020, la población de Hong Kong era de 7 401 400 personas, con un ratio de 1.1 hombres por cada mujer y es totalmente urbana. Asimismo, la tasa bruta de natalidad fue de 8.4 por cada 1000 personas y la de fertilidad de alrededor de 1125 nacidos por cada 1000 mujeres, mientras que la de mortalidad fue de 7.9 por cada 1000 personas. Por otro lado, la población tiene una edad media de 45 años, y una esperanza de vida de 83 años, la séptima más elevada del planeta.

### Grupos étnicos e idiomas
Según el censo de 2016, el 95 % de los ciudadanos de Hong Kong son de ascendencia china, principalmente de etnia taishanesa, chiu chau, otras cantonesas, así como de la hakka. El porcentaje restante está compuesto por poblaciones que vienen mayoritariamente del Sudeste Asiático, como es la filipina (184 081 personas) o la indonesia (153 299), y del resto del continente, como los provinientes de India (36 462), Nepal (25 472) o Pakistán (18 094). La población blanca ha crecido notablemente desde hace una década —en 2006 eran 36 384 personas y diez años más tarde pasaron a 58 209— y la conforman sobre todo ciudadanos de Reino Unido, Estados Unidos y Australia.
Los idiomas oficiales del territorio son el chino y el inglés, aunque el cantonés, una variante del chino originaria de la provincia de Cantón, es el más hablado. Por su parte, el inglés es la lengua habitual del 4,3 % de la población y un 48,9 % la tiene como secundaria, de acuerdo con los resultados del censo de 2016. Según el mismo documento, otros dialectos cuyo origen se encuentra en el país son hablados en Hong Kong, aunque de forma minoritaria. En cuanto a lenguas extranjeras, las más frecuentes son el indonesio, el tagalo y el japonés, aunque son comprensibles para menos del 3 % de la población.

### Religión
La mayoría de los ciudadanos de Hong Kong afirma no tener ninguna afiliación religiosa, con lo que se identifican con el agnosticismo o el ateísmo; de hecho, una encuesta de Gallup realizada a finales del siglo anterior estimó que el 64 % de los habitantes se encontraba en esa situación, mientras que otra elevó la cifra hasta el 80 %.
Entre los creyentes, según el Informe Internacional de Libertad Religiosa de 2018 realizado por el Departamento de Estado de los Estados Unidos, hay alrededor de dos millones de budistas y taoístas, y casi un millón de cristianos, divididos en 480 000 protestantes, 379 000 católicos y 25 000 mormones. Asimismo, también existe una pequeña comunidad de testigos de Jehová que cuenta con aproximadamente 5000 miembros. También existe una fuerte presencia del islam y del hinduismo, al contar con una comunidad de al menos 300 000 y 100 000 personas, respectivamente, mientras que 12 000 practican el sijismo y 2500 el judaísmo. La ley básica permite la libertad de culto, incluido el Falun Gong, si bien algunos de sus simpatizantes se han enfrentado a restricciones a la hora de entrar en Hong Kong, situación que ha elevado la preocupación acerca de la intromisión del gobierno chino en los asuntos internos del territorio. Además, a diferencia de China continental, en Hong Kong es posible escoger libremente a los obispos en las iglesias anglicana y católica.

### Educación
El sistema educativo de Hong Kong solía seguir fielmente el modelo británico, si bien otros sistemas internacionales también coexisten. El gobierno mantiene la política de educar en la lengua materna, en el que la predilección conversacional es el cantonés, mientras que en redacción predominan el chino e inglés. En las escuelas de educación secundaria se enfatiza el dominio bilingüe y trilingüe, según el mandarín va incrementando su presencia. En 2018, el Informe del Programa Internacional para la Evaluación de Estudiantes catalogó al sistema educativo hongkonés como uno de los mejores del mundo en el ámbito de la ciencia, la lectura y las matemáticas, y en igualdad de resultados. La Oficina de Educación se encarga de operar las escuelas públicas, así como de diseñar el sistema educativo del territorio, que se compone de tres años voluntarios de jardín de infancia, seguidos de seis años de educación primaria obligatoria, para después continuar en la educación secundaria, que en el modelo anterior duraba hasta cinco años —tres años obligatorios de educación básica más dos voluntarios de superior—. Esta última parte de la educación secundaria conducía hasta 2011 al Hong Kong Certificate of Education Examinations (en chino tradicional: 香港中學會考) y luego al Hong Kong Advanced Level Examinations (en chino tradicional: 香港高級程度會考), interrumpido en 2012. La nueva estructura académica de la educación secundaria comenzó a implementarse en septiembre de 2009 y proporciona tres años de educación básica, más otros tres de superior obligatorios. Bajo el nuevo plan de estudios, solo hay un examen final, conocido como Hong Kong Diploma of Secondary Education (en chino tradicional: 香港中學文憑).

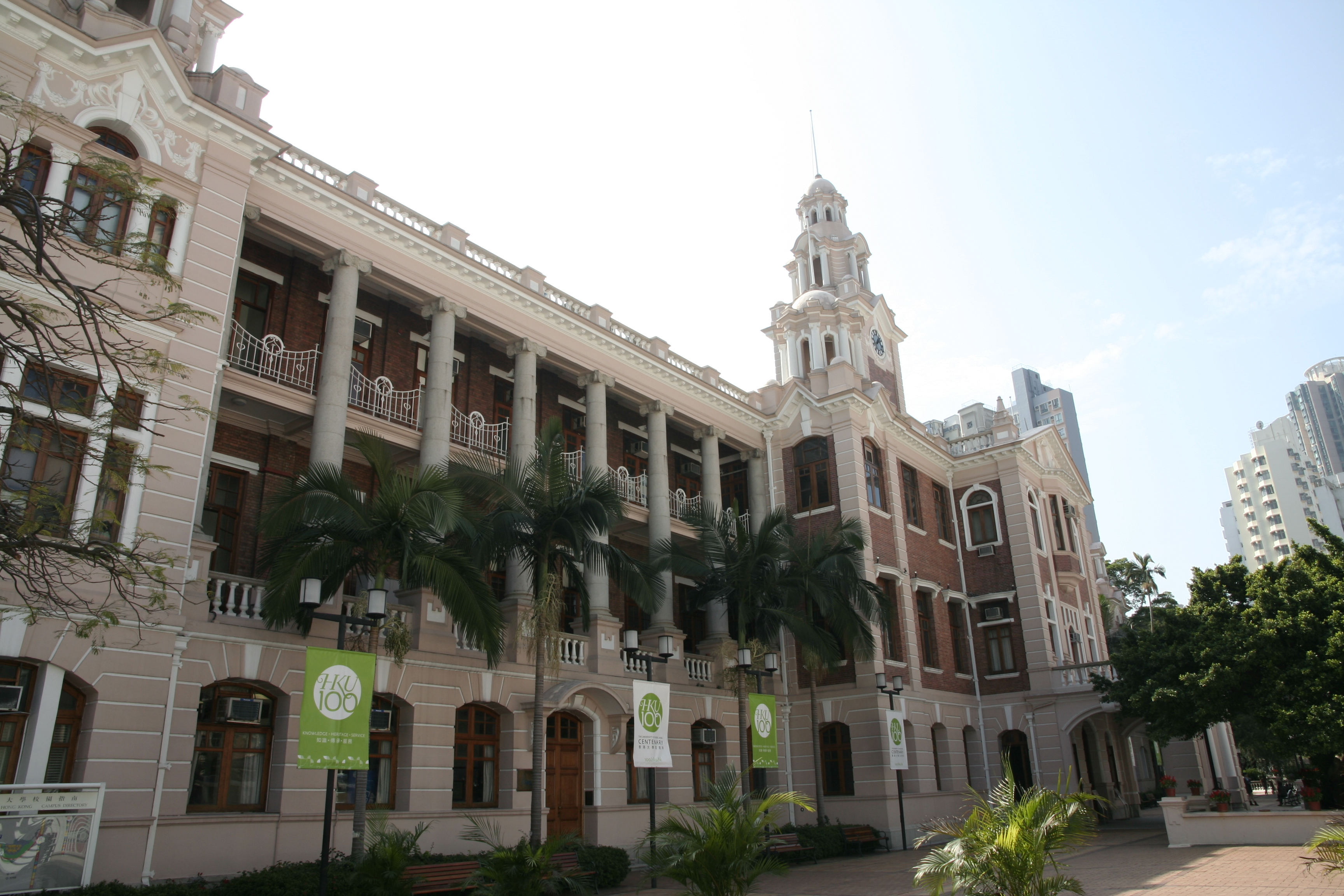
Fachada exterior del edificio principal de la Universidad de Hong Kong.

La oferta de colegios en Hong Kong es muy amplia y abarca desde las escuelas públicas —las más escasas— y subsidiadas mediante ayudas y concesiones, a las privadas. Dentro de estas últimas, se encuentran las instituciones internacionales, donde los criterios están más basados en los méritos académicos de los alumnos, que en la inversión económica necesaria para ser aceptados. Por otro lado, en septiembre de 1991 se implementó el programa Direct Subsidy Scheme, que se encarga de mejorar la calidad de la enseñanza en las escuelas privadas durante las etapas de primaria y secundaria con medidas que dan más libertad a los colegios en la utilización de sus recursos o a la hora de admitir estudiantes. Durante el curso 2019-2020, hay ochenta escuelas que se encuentran bajo esta modalidad.
Hong Kong dispone de una amplia red de universidades tanto públicas como privadas en la que la Universidad de Hong Kong es la más antigua, ya que se fundó en el año 1910. La competencia entre estudiantes para optar a las plazas de grado es feroz, ya que los cupos son limitados, especialmente cuando la carrera solo se imparte en algunas de las instituciones. Además, existen instituciones de estudios superiores privadas que ofrecen cursos de grado a aquellos que hayan suspendido a la hora de aplicar a la universidad, con tal de aumentar su calidad educativa y algunos puedan optar a una segunda oportunidad de examinarse en caso de que tengan un buen desempeño en los cursos inferiores.

### Salud

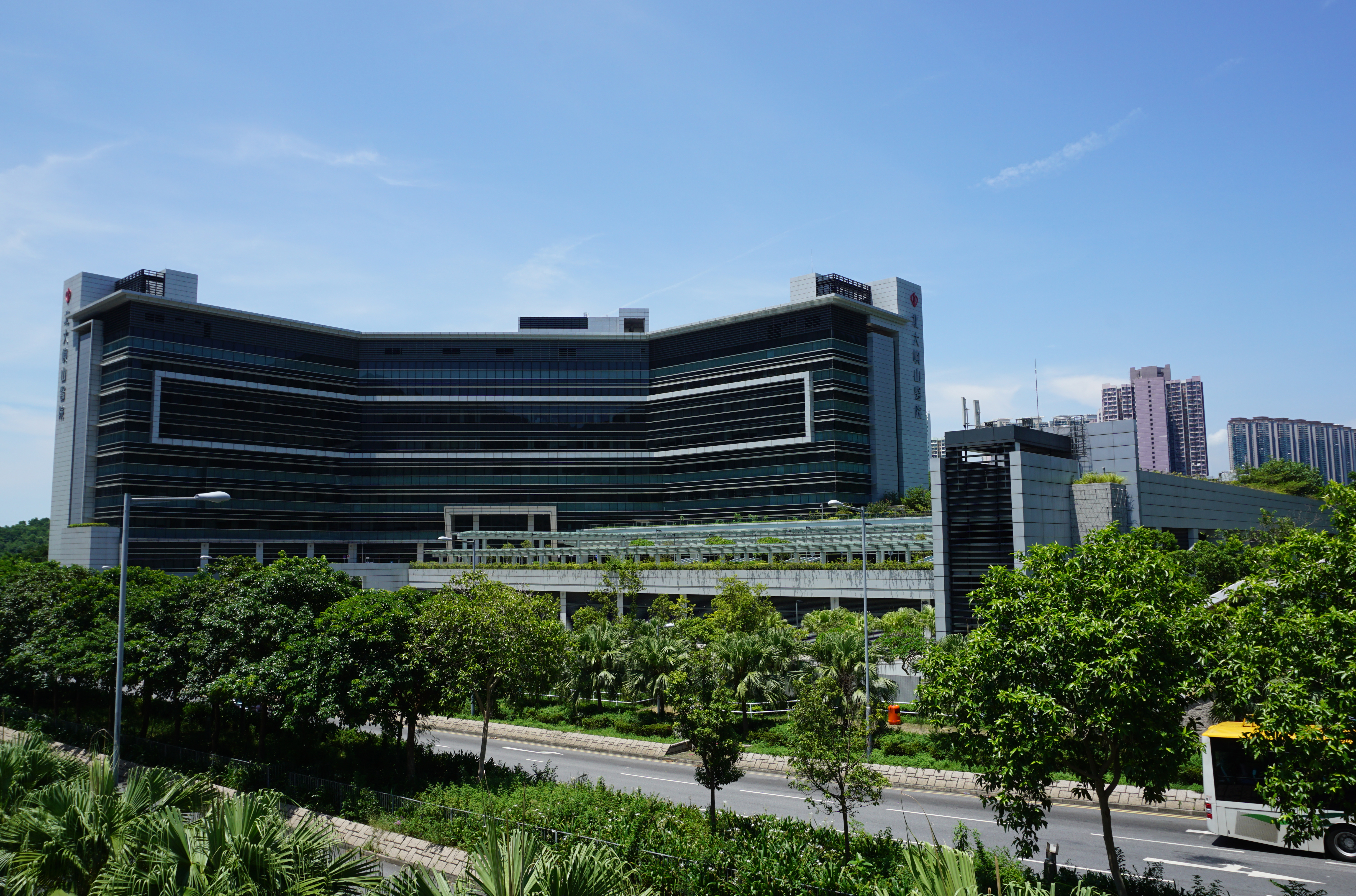
Hospital Lantau Norte, complejo inaugurado en septiembre de 2013.

Hay más de cuarenta hospitales de titularidad pública y trece privados en Hong Kong, aunque la interacción entre las instituciones de ambos sistemas es inexistente. Sin embargo, los dos ofrecen una amplia gama de servicios médicos; de hecho, algunos de los privados se encuentran entre los mejores del mundo. Hay escuelas de medicina en el territorio ubicadas en la Universidad China de Hong Kong y en la Universidad de Hong Kong, que tienen acuerdos de formación con el sector público. Además, Hong Kong ha desarrollado sus propias instituciones de posgrado, en particular la Academia de Medicina de Hong Kong que se está encargando gradualmente de la responsabilidad de entrenar a los licenciados en el territorio. Pese a ello, la región sigue necesitando buscar personal cualificado en el extranjero, al tener una proporción de 1.96 médicos por cada mil habitantes.
A comienzos del año 2011, la preocupación ha aumentado debido a la saturación que causan las futuras madres de China continental en las salas neonatales de los hospitales, en un intento de conseguir el derecho de residencia en Hong Kong y los beneficios que ello conlleva. En consecuencia, se han desencadenados numerosas protestas por parte de las mujeres embarazadas locales para que el gobierno ponga remedio a la situación, ya que encuentran cada vez más complicado una cama para dar a luz y organizar citas para los chequeos rutinarios. De hecho, Hong Kong cuenta con 5.4 camas de hospitales por cada mil personas. Asimismo, la prensa local también ha denunciado en numerosas ocasiones la frecuencia con la que el personal médico comete errores o provoca accidentes.

## Cultura

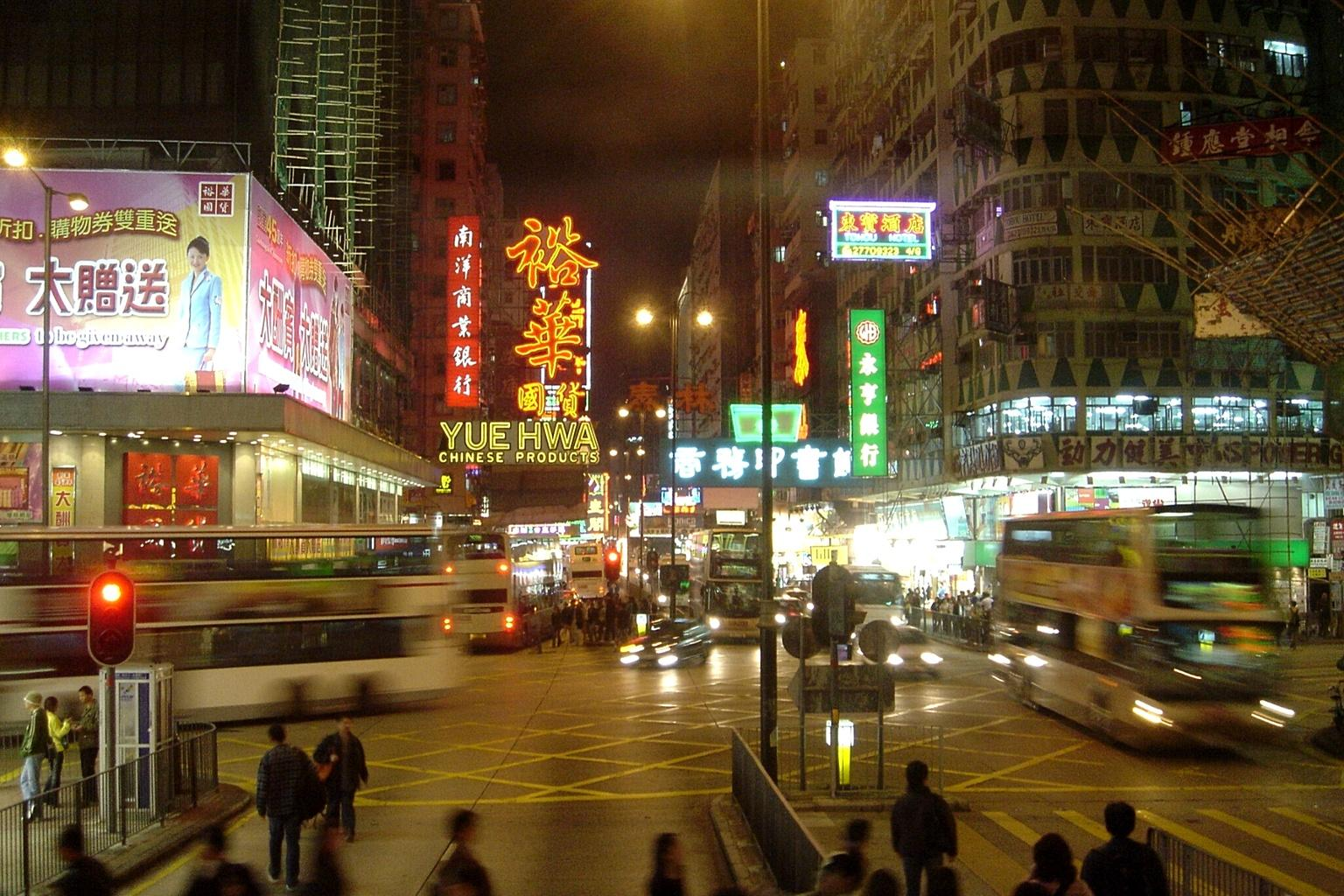
Cruce de la calle Jordan con la calle Nathan.

La presencia británica en Hong Kong ha marcado la cultura local que, aunque fundamentalmente china, ha estado expuesta a una mayor influencia occidental que el resto del país. El resultado es un híbrido cultural en donde los valores chinos tradicionales enfatizan el honor, y el amor y respeto familiar que, junto con la educación, se ven combinados con los ideales occidentales progresivos, que incluyen la libertad económica y el estado de derecho. La cultura contemporánea se deriva de los inmigrantes originarios de varias regiones de China que recibieron la influencia de una educación de estilo británico, un sistema político distinto y un rápido desarrollo del territorio a lo largo del siglo XX. La mayoría de esos inmigrantes huían de la pobreza y de la guerra en el territorio continental, y la predilección hacia la riqueza se ve reflejada en la sociedad actual de Hong Kong, que suele asociar el éxito con una percepción materialista.
En la sociedad hongkonesa predominan las familias nucleares, aunque también son comunes las familias multigeneracionales y las extendidas. Sus creencias en conceptos espirituales como el feng shui, los espejos con el símbolo pa kua o la mala suerte asociada con el número cuatro son algunos ejemplos que poseen notables implicaciones en la vida cotidiana.

### Festividades y eventos de entretenimiento

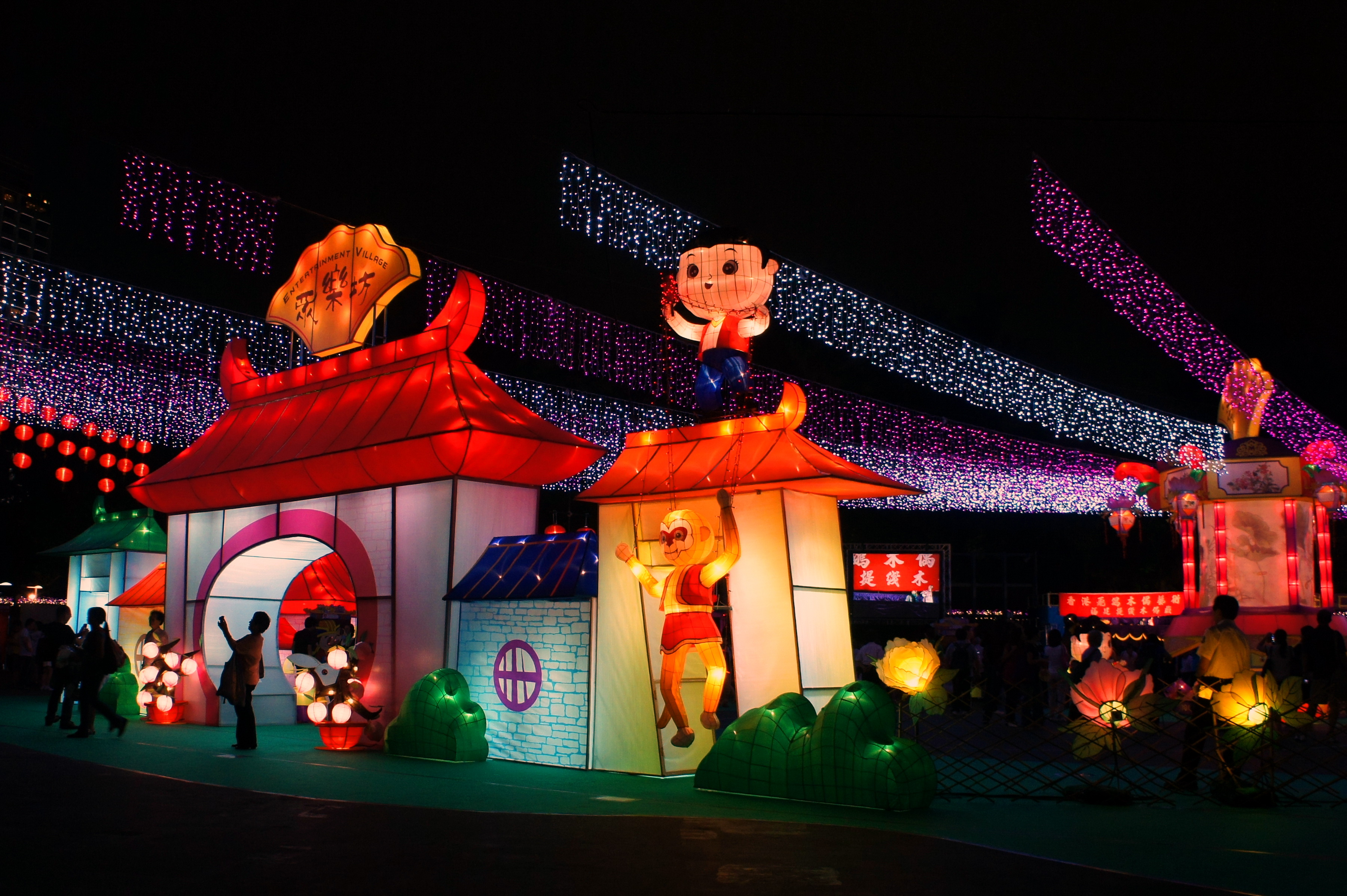
Fiesta del Medio Otoño de 2012 en el parque Victoria de la ciudad.

El calendario hongkonés contiene varios días festivos que se corresponden con los denominados bank holidays, tales como el año nuevo lunar celebrado a finales de enero o comienzos de febrero y en el que sus habitantes acuden a ferias de flores; el aniversario del nacimiento del militar Che Kung, conmemorado en el mes de febrero y durante el cual se acostumbra visitar su templo; el festival de los farolillos de primavera a principios de marzo y cuyo nombre se debe a las luces que se colocan como adornos en los parques de Hong Kong para celebrar el amor, lo que le da cierta similitud al día de San Valentín; el festival de los bollos de Cheung Chau, celebrado durante una semana del cuarto mes lunar del calendario chino y que incluye ceremonias, desfiles y danzas que aluden al taoísmo; el carnaval de barcos dragón a mediados de año, durante el cual se llevan a cabo carreras de botes en Victoria Harbour; y el festival de mediados de otoño en septiembre, anteriormente dedicado al período de cosechas en la región.
Otros eventos notables incluyen el mes de las artes, celebrado en marzo y en el cual se realizan exposiciones y talleres de arte así como funciones de ópera y ballet, entre otras actividades culturales; el Hong Kong Summer Fun, un programa de verano consistente en eventos musicales y durante el cual existen promociones en las tiendas; el Hong Kong Wine & Dine Festival que cuenta con muestras internacionales culinarias y de vinos; y el Entertainment Expo Hong Kong, que incluye festivales de cine, televisión, música y entretenimiento digital.

### Música, danza y teatro
El cantopop o pop cantonés es un género de música que se originó en Hong Kong durante la década de 1970, a partir de la combinación del shidaiqu —que mezcla música china con jazz estadounidense— de Shanghái, de la ópera cantonesa y del pop occidental. Algunos cantantes como Anita Mui, Leslie Cheung y Alan Tam gozaron de cierta popularidad en los años 1980, gracias a la difusión internacional de películas y programas locales. Sin embargo, no fue hasta los años 1990 cuando el cantopop tuvo un mayor auge con el éxito de intérpretes como Jacky Cheung, Andy Lau, Aaron Kwok y Leon Lai en las listas asiáticas de popularidad. Si bien el cantopop ha tenido un declive en años más recientes, continúa siendo un género popular en Hong Kong, y algunos representantes destacados son Eason Chan, Joey Yung, Endy Chow y Twins.
La ópera cantonesa, que deriva de la ópera china e incluye artes marciales, danzas y acrobacias, suele presentarse en lugares como el Sunbeam Theatre y el Ko Shan Theatre. Por lo general, sus composiciones están inspiradas en elementos mitológicos de la cultura china. Cabe señalarse que la música clásica occidental también posee una fuerte presencia en Hong Kong. La difusión de estos géneros es realizada primordialmente por la Orquesta Filarmónica de Hong Kong, la más antigua de su tipo en el territorio, que incluye frecuentemente músicos y directores extranjeros en su repertorio. A su vez, la Orquesta China de Hong Kong juega un rol importante en la promoción de la música tradicional en la comunidad.
Una de las danzas más conocidas es la danza del león, cuyas representaciones datan del período de la dinastía Tang y que, tradicionalmente, tiene como finalidad atraer «buena suerte para el año nuevo lunar y espantar a los espíritus malignos». Una variante de esta danza, el león de fuego, es llevada a cabo durante el festival de mediados de otoño. Adicionalmente algunos institutos públicos y privados ofrecen cursos y talleres de música y danza en Hong Kong, como la Academia de las Artes Escénicas de Hong Kong y la Asociación de Artistas Chinos de Hong Kong. A su vez el Consejo de Desarrollo de las Artes de Hong Kong, cuyo objetivo es la promoción del desarrollo del arte, ofrece becas y programas tanto educativos como administrativos para apoyar a los artistas tanto a nivel local como internacional. Algunas de sus producciones incluyen las series televisivas Artspiration, cuyo contenido abarca temáticas artísticas y culturales; y ArTour, para promover el trabajo de artistas jóvenes; los premios Hong Kong Arts Development Awards, y el festival de arte Jockey Club New Arts Power, entre otros. Algunas compañías de artes escénicas en Hong Kong son la Compañía de teatro Chung Ying y el Teatro de repertorio de Hong Kong. Cabe señalarse que el Hong Kong Ballet es «una de las compañías asiáticas de ballet clásico más prestigiosas», reconocida por sus programas de ballet clásico y contemporáneo; y la Compañía de Danza de Hong Kong, una organización sin fines de lucro y financiada por el gobierno, ha obtenido varios premios desde su fundación en los años 1980.

### Literatura
La primera publicación en Hong Kong se remonta a 1874 en el periódico chino Xunwan Ribao y es obra de Wang Tao. Desde entonces, el contenido y estilo de las obras literarias hongkonesas adoptaron rasgos de la literatura china, que prevalecen en la época contemporánea. En 1928 se difundió la primera revista literaria de Hong Kong, Banlu, y al año siguiente quedó establecida la primera sociedad literaria local.
Varias publicaciones vernáculas chinas modernas en Hong Kong tienen su origen en escritores chinos que huyeron de los conflictos comunistas y nacionalistas durante la guerra civil china. Un número significativo de intelectuales y artistas chinos se mudaron a Hong Kong entre 1927 y 1937, y escribieron sobre las prácticas «bárbaras» y «extrañas» de las comunidades del sur de China, al verse a sí mismos como forasteros entre la población hongkonesa. Sus trabajos influyeron en la literatura contemporánea y pueden clasificarse en tres categorías: los editores de periódicos, los autores que se dedicaban a la docencia, como Xu Dishan, y los jóvenes radicales que desafiaban las estructuras tradicionales en la literatura hongkonesa y trataban temáticas controvertidas en sus obras. Entre estos últimos se encuentra Eileen Chang.
Tras el establecimiento de la República Popular China y el consecuente levantamiento del muro de la frontera con China, en 1951, la actividad literaria sufrió un declive en Hong Kong. Los autores con ideologías de la derecha política tuvieron el apoyo financiero del gobierno estadounidense, lo cual dio lugar a la denominada greenback culture. A su vez, las obras de escritores de la izquierda política coincidieron en tratar temas relacionados con luchas de clase y enfatizando el rol de los ciudadanos de clase baja que «están bajo la opresión tanto del gobierno colonial como de capitalistas locales». En 1955 surgieron las primeras novelas serializadas del género wuxia, cuya popularidad prevalece en la sociedad de Hong Kong. Algunos autores de este género son Jin Yong y Liang Yu Sheng. También destacan las publicaciones de ciencia ficción, historia y poesía, en las cuales sobresalen I Kuang, Tang Ren y Wong Kwok-pun. Además de las publicaciones vernáculas chinas, existen publicaciones en inglés realizadas por autores que han vivido en Hong Kong, tales como Stewart Sloan, Nury Vittachi y Rebecca Bradley.
En cuanto a eventos literarios, desde el año 2000 se realiza el Festival Internacional de Literatura de Hong Kong, el cual incluye conferencias y talleres de redacción, y al cual asisten escritores de diversos países. También existe el Círculo de Escritores de Hong Kong cuyo objetivo es «crear un entorno en el que los escritores desarrollen sus habilidades de escritura y conocimiento de la industria editorial con el apoyo de sus pares».

### Cinematografía

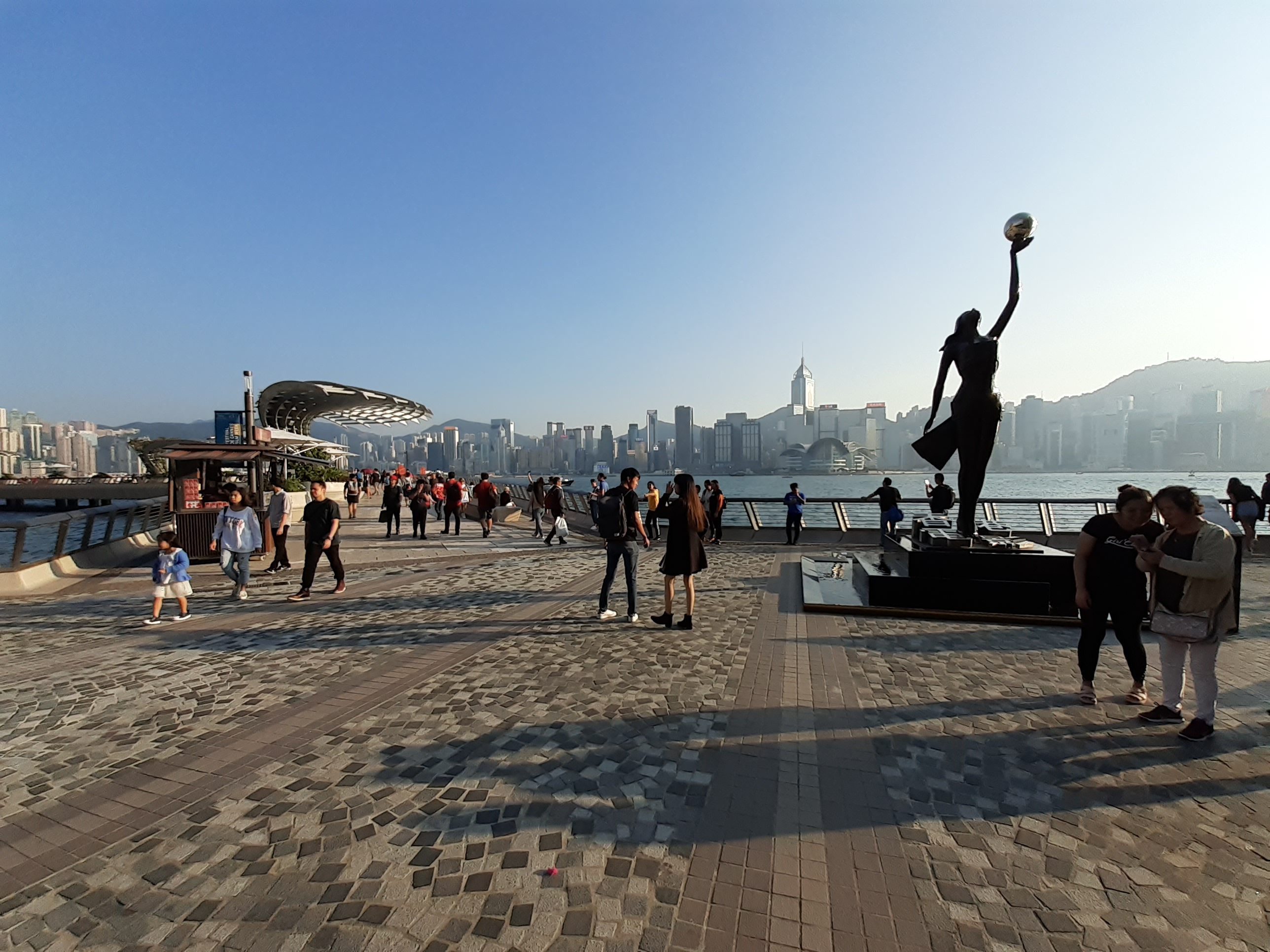
avenida de las Estrellas, una calle con esculturas que homenajean a algunas de las principales estrellas de cine hongkonesas.

La primera producción cinematográfica de Hong Kong fue Tou Shaoya, estrenada en 1909 y producida por Asia Film Company, estudio fundado por el estadounidense Benjamin Brodsky, que en 1913 produjo el corto mudo Zhuangzi Tests His Wife, dirigido por el cineasta Lai Man-Wai, quien es considerado como el «padre del cine hongkonés». La trama del corto mencionado relata las vivencias del filósofo Zhuangzi al poner a prueba la lealtad de su esposa tras fingir su muerte. Se trató de la primera película asiática en ser exhibida en Estados Unidos. El éxito del corto llevó a Man-Wai a fundar el estudio Minxin Film Company en 1923.
Las primeras películas sonoras aparecieron a principios de los años 1930 y contenían diálogos en cantonés. La industria del cine en este idioma tuvo un mayor auge en Hong Kong a mediados de esa década, cuando se llegaban a producir hasta treinta películas al año principalmente por los estudios Tianyi y Daguan. Hasta entonces, las películas eran producidas casi exclusivamente para ser exportadas a otras colonias, un modelo de negocio que permitió la subsistencia de la industria local. A comienzos de la década de 1940 el cine de Hong Kong cobró más relevancia con la llegada de refugiados extranjeros, además de ser el principal centro de distribución de las producciones de Hollywood en el mercado del sur asiático. Hasta entonces, se producían hasta un centenar de películas en promedio al año, aunque la gran mayoría eran de bajo presupuesto. Algunos actores de esta época fueron Sit Gok-Sin y Ma Sze-Tseng. Durante la Segunda Guerra Mundial, mientras Hong Kong estaba ocupado por Japón, se produjeron películas con contenido propagandístico militar.
Desde entonces el cine de Hong Kong ha adoptado varios otros géneros como el de las películas de artes marciales de bajo presupuesto, en el cual sobresalieron actores como Kwan Tak-hing y Bruce Lee; los melodramas, los musicales derivados de la ópera china, el cine arte, la acción y el cine de gánsteres o de tríadas. Algunos cineastas contemporáneos son Lo Wei, John Woo, Dennis Chan y Wong Kar-wai, mientras que algunos actores destacados son Jackie Chan, Donnie Yen, Chow Yun-Fat y Stephen Chow.

### Ciencia y tecnología
El gobierno de Hong Kong ha realizado notables esfuerzos para promover la investigación y la tecnología. En 1967 se estableció el Consejo de Productividad de Hong Kong, una organización multidisciplinaria que provee servicios de consultoría, tecnología y capacitación a empresas para aumentar su competitividad y productividad; y en 2014 la Comisión de Innovación y Tecnología lanzó el programa Technology Start-up Support Scheme for Universities, por el que se otorga financiación a universidades para promover la creación de empresas emergentes tecnológicas. De forma similar, existe el Centro de Servicios de Propiedad Intelectual que «tiene como objetivo brindar asistencia a las compañías locales y a los inventores para proteger sus trabajos intelectuales mediante el registro de patentes, marcas y dibujos», así como un programa de subvenciones para solicitudes de patentes. Otra iniciativa es la denominada TechMart, que ofrece servicios de investigación, inversión e innovación empresarial. En años recientes, las empresas emergentes han tenido un significativo auge gracias al incremento de programas de incubación y aceleradoras de startups desarrollados a través de proyectos como el parque empresarial Cyberport y el parque científico Hong Kong Science Park.
Las principales áreas de desarrollo científico y tecnológico en Hong Kong son la biotecnología, la inteligencia artificial —que incluye a las tecnologías de la información y la comunicación, el software como servicio, el Internet de las cosas, la robótica, y la realidad virtual y aumentada—, las ciudades y hogares inteligentes, y las tecnologías financieras. Aunado a ello, algunos logros en este campo incluyen el desarrollo de plataformas tecnológicas financieras como la Oficina de Asesoramiento de FinTech por la Autoridad Monetaria de Hong Kong, el establecimiento de centros de pruebas médicas que trabajan en colaboración con empresas farmacéuticas multinacionales, la producción de novedosos sistemas de reconocimiento facial por empresas como SenseTime o la instalación de arquitectura digital para el almacenamiento y administración de información.
El sector tecnológico de Hong Kong es uno de los más avanzados a nivel mundial de acuerdo con el índice global de innovación, ya que, según la Organización Mundial de la Propiedad Intelectual, el territorio se colocó en el décimo octavo lugar en 2024. Una parte significativa del desarrollo científico y de investigación proviene de las universidades, que suelen aparecer en los listados como la clasificación mundial de universidades QS o la clasificación académica de universidades del THE. La infraestructura también ha tenido un notable progreso con el establecimiento del Fondo de Innovación y Tecnología, que ha permitido la creación del Instituto de Investigación en Ciencia Aplicada y Tecnología de Hong Kong —ASTRI, por sus siglas en inglés— el Centro de I + D de Sistemas de Accesorios para Automóviles —APAS—, el Instituto de Investigación de Textiles y Prendas de Hong Kong, el Centro de I + D de Hong Kong para la Logística y Cadena de Suministro y el Nano and Advanced Materials Institute Limited, centrado en tecnologías ambientales y de desarrollo sostenible. Asimismo, existe desde 1991 el Museo de Ciencias de Hong Kong, ubicado en Kowloon; y en 2017 se anunció la construcción del Lok Ma Chau Loop Innovation and Technology Park, en coordinación con el gobierno de Shenzhen.
Hong Kong ha sido sede de numerosas conferencias y eventos internacionales que abarcan aspectos científicos y tecnológicos, como es el caso de la conferencia tecnológica RISE, cuya primera edición ocurrió en 2015, la International Conference on Science Technology and Management de 2018, la Hong Kong AI Summit, que abarca innovaciones en inteligencia artificial, la Hong Kong Youth Science and Technology Innovation Competition y la International Summit on Human Genome Editing de 2018. Algunos científicos hongkoneses notables han sido Tak Wah Mak, descubridor del receptor de linfocitos T en 1983, Lai-Sang Young, que introdujo en 1998 el método de Markov para probar el retraso exponencial de correlación en el billar de Sinái y otros sistemas dinámicos hiperbólicos; Inez Fung, autora de informes de evaluación del Grupo Intergubernamental de Expertos sobre el Cambio Climático; Vivian Wing-Wah Yam, ganadora del premio L'Oréal-UNESCO a Mujeres en Ciencia de 2011 por sus trabajos sobre innovación en energía solar, y Chen Guanrong, miembro de la Academia Mundial de Ciencias y editor de la revista International Journal of Bifurcation and Chaos.

### Gastronomía
En Hong Kong se presta una notable importancia a la frescura de los ingredientes con la que se preparan los alimentos, razón por la que es habitual encontrar mercados mojados con aves de corral, peces y mariscos. Predominan los platos típicos de la gastronomía cantonesa, británica y del sureste asiático, como el arroz congee, el cha siu baau, el cerdo asado, el jerky y las bolas de pescado, y postres como la tartaleta de huevo, el pudin de mango, el put chai ko, las tiras de calamar seco, las galletas de almendra y el pastel de luna. Son comunes las versiones locales de platos occidentales, que pueden hallarse en los restaurantes denominados cha chaan teng. Algunos de estos platos son la sopa de macarrones y las tostadas francesas similares a la torrija, que pueden acompañarse de té con leche al estilo de Hong Kong, yuanyang, helado de judía azuki, leche de soja o guarapo.
El régimen alimenticio de Hong Kong comprende cinco comidas al día: desayuno, almuerzo, te de la tarde, cena y siu yeh, que suele servirse entre las 9 p. m. y 4 a. m. Por ejemplo, en el almuerzo se consume tradicionalmente el dim sum, una comida cantonesa liviana que se consume con familiares y amigos durante el almuerzo, como parte del yum cha.
Las complejas combinaciones de ingredientes, la diversidad de platos y la experiencia gourmet de sus numerosos restaurantes le han brindado a Hong Kong la reputación como «paraíso gourmet», «feria mundial de alimentos» y «capital culinaria de Asia». La Hong Kong Chefs Association, reconocida por la Asociación Mundial de Sociedades de Cocineros, realiza constantemente actividades y competiciones culinarias.

### Arquitectura
Antes del período colonial, las construcciones chinas se caracterizaban por su adecuación como sitios de defensa de piratas y criminales. Algunas de estas edificaciones han sido preservadas como el pueblo amurallado de Kat Hing Wai, a las afueras de Yuen Long y construido primordialmente con muros de ladrillo azul; el parque de la ciudad amurallada de Kowloon y la aldea hakka de Lai Chi Wo. También se conservan templos taoístas, y la sala ancestral Tang Chung Ling decorada con tallados de madera y molduras de yeso policromado.
Durante la época colonial y hasta antes de la Primera Guerra Mundial, los diseños arquitectónicos de los edificios de Hong Kong adoptaron los estilos victoriano, Reina Ana y barroco eduardiano. Los Royal Engineers —zapadores del Ejército Británico— diseñaron y construyeron la mayoría de las edificaciones del territorio, a destacar la Flagstaff House, basada en la Queen's House del distrito de Greenwich, y la Central Police Station Barrack Block, inauguradas en 1846 y 1864, respectivamente. Las construcciones coloniales de este período generalmente se caracterizaban por la presencia de pilares, techos elevados, verandas amplias y, en ciertos casos, su similitud con la estructura de un cuartel militar. A su vez, las viviendas seguían un modelo parecido al country house, aunque con verandas y techos más inclinados. Algunos edificios diseñados con el estilo barroco eduardiano son el Old Supreme Court Building y el edificio principal de la Universidad de Hong Kong, ambos construidos en los años 1900. La mayoría de los edificios más antiguos de Hong Kong se encuentran ubicados en la Garden Road, que conecta el distrito central con las áreas residenciales de medio nivel.
En la década de 1930 los estilos arquitectónicos más representativos eran el clasicismo desnudo, el art déco y el streamline moderne. Algunos ejemplos de edificios con diseño clasicista desnudo son la Old Wan Chai Police Station (1932) y las Nurses Quarters del Queen Mary Hospital (1936). El China Light & Power Building (1949) es un ejemplo del estilo art déco, mientras que el antiguo edificio del Wan Chai Market (1937) y el Central Market (1939) adoptaron el diseño streamline moderne. A partir de los años 1950 la arquitectura de Hong Kong ha seguido el modelo modernista que prevalece en la actualidad y está presente en edificios como el Tang Lung Chau Market (1964), las antiguas Oficinas Centrales del Gobierno (1957-1959) y la Jardine House (1972). De igual manera, el estilo high-tech estuvo en auge en los años 1970 y 1980, y un ejemplo notable es el HSBC Building (1986).
El feng shui, una antigua filosofía taoísta que enfatiza la armonía de las edificaciones con la naturaleza para «atraer una buena fortuna» y prosperidad, es un aspecto que influye significativamente en el diseño estructural y la planificación territorial de Hong Kong. Esto ha ayudado al desarrollo de la arquitectura sustentable, difundida mayormente por organizaciones como el Hong Kong Green Building Council Limited, que promueve campañas de concienciación ciudadana y empresarial sobre los beneficios de una arquitectura ambientalmente amigable. Tal es el caso, por ejemplo, del International Finance Centre que está ubicado en Victoria Harbour con tal de permitir el flujo del agua hacia sus rascacielos —ya que el feng shui asocia las masas de agua con la riqueza—; o de la Bank of China Tower, que se encuentra junto a un jardín para mantener la armonía con la naturaleza del lugar. Cabe señalarse que, para reducir costes, es habitual el uso de andamios de bambú sujetos por tiras de plástico durante la construcción, diseñados y creados por especialistas conocidos como taap pang.
Debido a la escasez de tierras disponibles para la construcción, una de las prioridades del gobierno ha sido el mayor aprovechamiento de las superficies y la edificación de obras elevadas y rascacielos —existen más de 7600 rascacielos, torres y edificios elevados en Hong Kong—. Algunos de estos edificios son el International Commerce Centre —uno de los edificios más altos del mundo—, la Bank of China Tower, The Center, la Central Plaza, el Cheung Kong Center, el centro de exhibiciones y convenciones y el International Finance Centre. Esto ha repercutido en el diseño de viviendas públicas con habitaciones compactas de hasta 35 m², y en la proliferación de barrios bajos. El panorama urbano de Hong Kong es considerado con frecuencia el mejor del mundo en cuanto a belleza y altura de rascacielos, con las montañas cercanas y Victoria Harbour complementando a los edificios.
Algunas obras poseen diseños arquitectónicos y estructurales notables, como es el caso del puente colgante de Tsing Ma, uno de los más largos del mundo, que incorpora cientos de sensores y posee uno de los mejores sistemas de instrumentación dinámica continua; el Aeropuerto Internacional de Hong Kong, uno de los más avanzados en el mundo y construido sobre terreno que anteriormente era una isla montañosa; o el puente Hong Kong-Zhuhai-Macao, la construcción marítima más larga del mundo con un centenar de unidades de movilidad urbana. El Departamento de Servicios Arquitectónicos tiene como objetivo proporcionar asistencia a proyectos de infraestructura y construcción en Hong Kong.

### Arte
Existen numerosas organizaciones en Hong Kong que desarrollan una amplia variedad de actividades artísticas. Las autoridades locales, especialmente el Consejo de Desarrollo de las Artes, destinan constantemente fondos para la promoción y desarrollo del arte por medio de agrupaciones o comunidades, cursos educativos y empresas. Su industria artística era una de las de mayores ingresos en el mundo, al nivel de Londres o Nueva York, debido a unas políticas fiscales y gubernamentales que permiten el comercio libre de impuestos, la ausencia de censura en la representación artística de la sexualidad o la desnudez —a diferencia de otras regiones asiáticas— y a la exclusividad de ciertas colecciones de arte. Algunos de sus principales eventos artísticos son Art Basel, realizado por primera vez en 2015 y en el que participan anualmente cientos de galerías de arte de varios países con colecciones, pinturas, muestras fotográficas y seminarios universitarios; la Hong Kong Art Week, celebrada en marzo de cada año y durante la cual se llevan a cabo diversas actividades artísticas en la región; Art Central, con una organización similar al Art Basel, pero con un mayor énfasis en el arte oriental; la Asia Contemporary Art Fair, la Affordable Art Fair, dirigida a clientes que realizan su primera compra de arte; el Microwave International New Media Arts Festival, centrado en el arte de los nuevos medios; y HKWalls, un festival de arte callejero.
Algunas instituciones y centros artísticos son las sucursales de Sotheby's, la primera casa de subastas extranjera en Asia, y Christie's, que ofrece obras de arte clásico, moderno y contemporáneo. Por otra parte, están las galerías White Cube y Gagosian, la H Queen’s Tower, Pedder Building, el Hong Kong Museum of Art, el South Island Cultural District, el Hong Kong Cultural Centre, el Hong Kong City Hall, el West Kowloon Cultural District y la Hong Kong Academy for Performing Arts. En 2019 abrirá sus puertas el primer museo de arte contemporáneo de Hong Kong, M+.
En años más recientes han proliferado varios grupos y comunidades difusoras del arte independiente. Otros estilos artísticos presentes en Hong Kong incluyen el penjing y el grafiti —una variante de arte callejero difundida más ampliamente por Tsang Tsou Choi y caracterizada por la representación de caligrafía—. Algunos artistas hongkoneses de arte contemporáneo notables han sido Nadim Abbas, Amy Cheung, Choi Yan-chi, Ming Fay, Lai Cheuk Wah Sarah, Tsang Tsou Choi y Eric Siu.

## Deportes

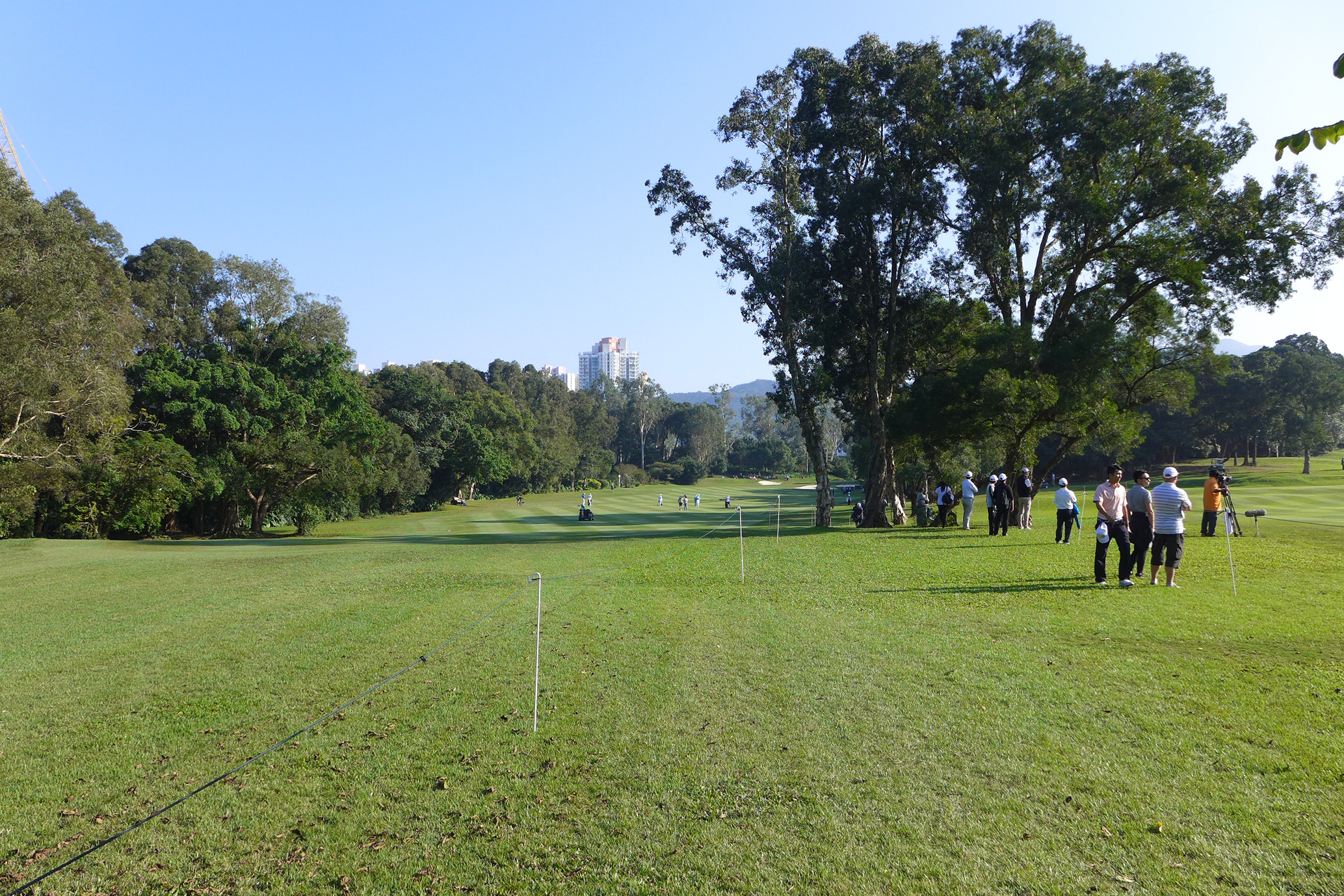
Vista de una parte de un campo de golf en Hong Kong durante un torneo.

En Hong Kong se practica una variedad de deportes entre los que se incluyen el fútbol, golf, carreras de caballos, baloncesto, críquet, carreras de barco dragón y rugby. La gran mayoría de estos posee su propia asociación, así como múltiples clubes, equipos y practicantes. En 1996, Lee Lai-shan se convirtió en la primera atleta hongkonesa en obtener una medalla olímpica en la disciplina de velerismo durante los Juegos Olímpicos de Atlanta.
El Abierto de Hong Kong de Golf, realizado por primera vez en 1959 y que forma parte del PGA European Tour desde 2001, es el evento deportivo profesional más antiguo de la ciudad. Pese a la transferencia a China, en 1997, la ley básica permite que Hong Kong participe de forma autónoma en competiciones internacionales. Algunos eventos en los que participa son los Juegos Asiáticos, los Juegos de Asia Oriental, los Juegos Olímpicos de Verano e Invierno, los torneos Seven de Hong Kong, BWF Super Series y Lunar New Year Cup, y los World Equestrian Games. Desde 2007, y cada dos años, se realizan los Hong Kong Games en donde participan deportistas de diferentes disciplinas y provenientes de cada distrito de la ciudad.
Establecido en 2004, el Hong Kong Sports Institute Limited es el organismo gubernamental responsable de la identificación, análisis y desarrollo de los atletas para su participación en competiciones de diferentes disciplinas, mientras que el Major Sports Events Committee se encarga de apoyar a las autoridades en la definición de políticas y lineamientos para la organización de eventos deportivos en Hong Kong.